# تاريخ الإقليم السواحلي

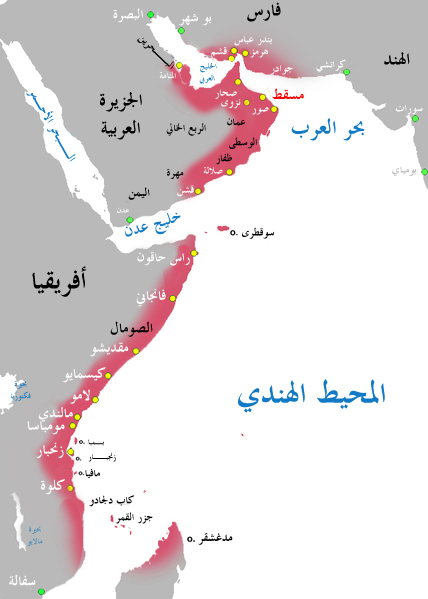
عندما بلغت سلطنة زنجبار أقصى اتّساعها قُرابة سنة 1856 كانت قد بسطت سيطرتها على الإقليم السواحليّ بأكمله، وهو إقليمٌ يتمثَّلُ بمُدُن وموانئ الساحل الشرقي لقارة أفريقيا.

الإقليم السواحليّ في شرق أفريقيا لهُ تاريخٌ طويل بدأ مُنذ عصورٍ قديمة، لكنَّه مرَّ بأهمِّ مراحله بعد أن بدأ التجار العرب والفرس والهنود بالتَّوافدِ إليه في القرن السابع الميلادي لتأسيس المدن والمستوطنات التجارية، والتي وصلت قمة ازدهارها بعد أن تحوَّلتْ إلى دويلاتٍ صغيرةٍ عديدة حكمها أمراءٌ مُسلمون بدءاً من القرن الثالث عشر، ومن أهمّها سلطنة زنجبار التي اتَّسعَ حُكمها ليشمل كافّة الإقليم السَّواحلي قبلَ أن تستوليَ عليها الإمبراطورية البريطانية حتى القرن العشرين. والمقصُود باصطلاح الإقليم السواحليّ هو السَّاحلُ الشرقي لأفريقيا، حيث يتميَّز هذا الإقليم بثقافة وحضارة خاصَّتين تختلفان عن ثقافة الأجزاء الأخرى من القارة الأفريقية، وتبدأُ الحدود الجغرافية لهذا الإقليم من المدن الساحليَّة في شرقي الصومال وتمتدُّ جنوباً حتى دولة موزمبيق، حيث تتبعُ إليه شواطئ وجُزرٌ تعودُ إلى ست دولٍ حديثة.
سكنَ قوم البانتو الزّنوج ساحل أفريقيا مُنذ ما قبل التاريخ، وبدؤوا بالاتّصال مع أوائل التجار العربِ والفُرس الوافدين إلى المنطقة في القرن الثامن بعد الميلاد، وتوسَّع النشاطُ الإسلامي التجاري بسُرعة بحيثُ بدأ بعضُ المُسلمين بالاستقرار على السَّاحل وتأسيس مُدُن ودويلات خاصَّة بهم فيه، والتي كان عددُها لا يقلُّ عن ثلاثين مدينة مُهمّة مع بدء القرن الخامس عشر، من أهمِّها مومباسا ومقديشو وكيلوا وزنجبار وبمبا وماليندي وسُفَالة. وقد تكوَّنَت لهذه المُدُن ثقافة فريدةٌ خاصَّة بها نتجت عن امتزاج الثقافة الأفريقية الأصلية مع ثقافة المُهاجِرين العرب والمُسلمين، بل ووُلدت منها لغةٌ جديدةٌ مُستقلَّة هي اللغة السواحلية، التي تُعتَبر الآن ثاني أكثر اللغات انتشاراً في قارَّة أفريقيا بعد اللغة العربية، ويتحدَّثها حوالي خمسين مليون إنسان. وصلتِ الحضارة السواحلية أوجَ ازدهارها في القرن السادس عشر للميلاد، عندما بدأت بالاصطدام مع الإمبراطورية البرتغالية. وقد سعى البرتغاليُّون لإرساء سيطرتِهم على التجارة المُزدهرة في منطقة السَّاحل الأفريقي، فاحتلُّوا مدينة كيلوا الكينيَّة في سنة 1505 وبعدها سائرَ المُدُن السواحليَّة، إلا أنَّ البرتغال فشلتْ بتأسيس نفوذٍ مُستقرٍّ لها في المنطقة، وتضاءَلت سيطرتُها على الساحل تدريجياً حتى انتهتْ تماماً في عام 1698، حيثُ بدأت سلطنة عُمَان ببسطِ سيطرتها على الإقليم السواحليِّ مكانَها، واستتبَّ لها النّفُوذ على التجارة بين العرب والسواحليّين لمُدَّة قرنيْن من الزَّمن. وانتهى حُكم سلاطين عُمَان مع قدوم الاستعمار البريطاني، واستمراره حتى استقلال دول السَّاحل الأفريقي في مُنتصف القرن العشرين وحيازتها حُكماً ذاتياً.
تفاعلَ القوم السواحليُّون خلالِ هذه الفترة مع شعوبٍ من مُختلف أنحاء المحيط الهندي، منهُم سكان مدغشقر وجزر القمر وعُمان واليمن، وتزايدَت وتيرة التجارة باستمرارٍ لتُؤدّي إلى اختلاط ثقافتهم بثقافات الشعوب التي كانوا يُتاجرُون معها، وبذلك تكوَّنت الصِّبغة الحضارية والثقافية السواحليّة الفريدة. انتقلت الثقافة السواحلية تدريجياً خلال القرنيْن الثامن والتاسع عشر إلى الأجزاء الداخلية من قارة أفريقيا، فوصلتْ إلى أعماق دولة تنزانيا وغيرِها من الدول التي بات سُكَّانها يتحدثون اللغة السواحلية، وكذلك دُولٍ أخرى مثل موزمبيق وراوندا وبوروندي والكونغو. ومُعظم السواحليِّين يعتنقون الديانة الإسلامية، وذلك لتأثّرهم الكبير بثقافة المُهاجِرين العرب والمسلمين الذين امتزجوا مع سُكَّان الإقليم منذ العصور الوسطى.

## أصلُ الاسم
استُمِدَّ اسمُ هذا الإقليم من الكلمة العربيَّة سَوَاحِلْ، أي جمعِ السَّاحل، وهو تعبيرٌ أطلقَهُ التجَّار العربُ على سواحل شرق أفريقيا بإجمالها. وقد انتقلَ الاصطلاح إلى اللغات الأوروبيَّة لاحقاً، ولم يعُد تسميةً للإقليم فحسبْ، بل هو الآن يُعبّر أيضاً عن الشَّعب السواحلي (وهُم مجموعة عرقية من الناس الذين يسكنُون هذه المنطقة) وكذلك اللغة السواحلية، التي يتحدَّثُها حوالي 50 مليون شخصٍ الآن من سُكَّان قارة أفريقيا، إلا أنَّ معظمهُم يتحدَّثونَها كلغةٍ ثانويّة، فهي اللغة الأمُّ لحوالي مليوني إنسانٍ فحسبْ. ولم تكُن هذه التَّسمية موجودةً أو متداولةً في العُصور الوسطى ولا في عهد الإمبراطورية البرتغالية، وإنَّما الراجحُ هو أنَّها ظهرت خلال عهد سلطنة زنجبار في بداية القرن الثامن عشر، إذ تعوَّدَ العُمَانيّون الذين عاشوا في مدينة زنجبار خلال تلك الحقبة على إطلاق اسم «السَّوَاحِل» على كلِّ المُدُن والموانئ الواقعة على السَّاحل الأفريقي قُبَالة جزيرتهم، واسم «السَّوَاحِلِيِّين» على أهلها.

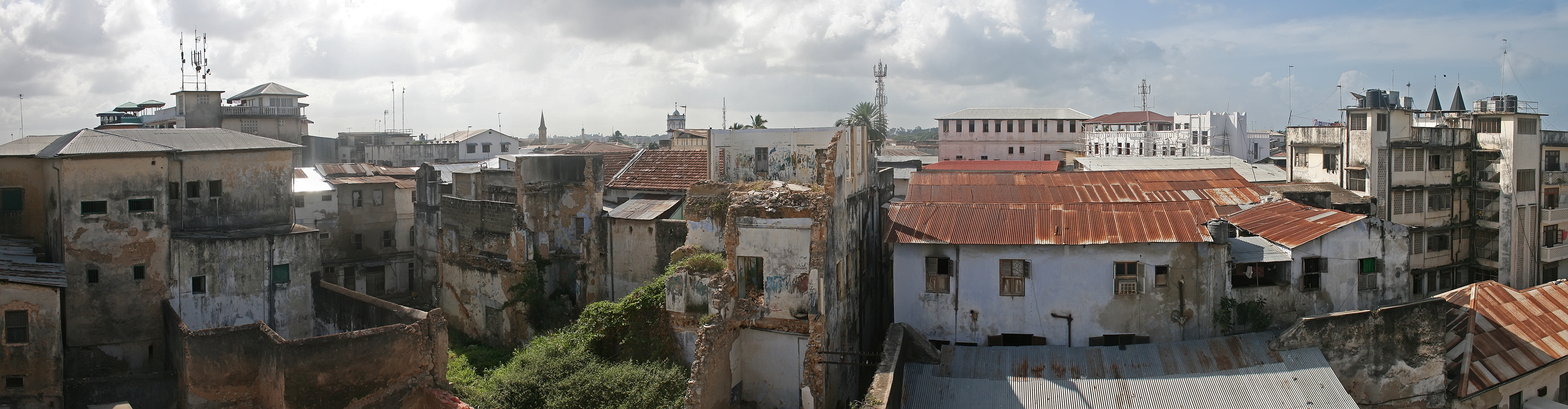
البلدةُ القديمة في زنجبار، وهي واحدةٌ من المدن السواحليَّة العريقة، وكان العربُ يطلقُون على سُكَّان هذه المدينة (وسائر الإقليم) السواحليِّين اشتقاقاً من كلمة السَّاحل، ودرج الاسمُ في باقي لغات العالم بعدها.

## التاريخ القديم للإقليم السواحليّ

### قوم البانتو

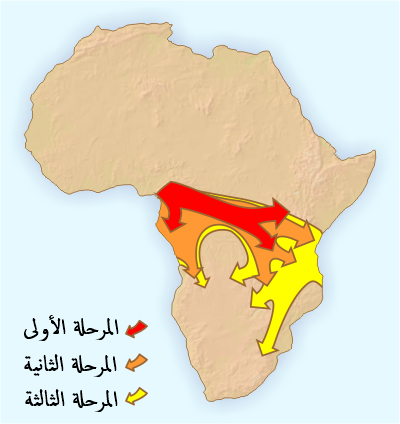
مراحلُ هجرة قوم البانتو من غرب إلى شرقي وجنوبي القارة الأفريقية، حيث كان البانتو هُم أجداد السواحليِّين.

السُكَّان الأصليُّون لإقليم السَّاحل الأفريقي هُم من أَقْوام البانتو، و«البانتو» هيَ تسميةٌ عامَّة للعديد من المجموعات العرقيَّة من الزَّنُوج الذين يسكنونَ أجزاءً ضخمة من قارة أفريقيا، ويُشكّلون الآن نسبة كبيرة جداً من سُكَّان القارة، فهُم يُمثّلون ما يتراوحُ بيْن 300 إلى 600 عرقٍ مُختلف، ويبلغ تعدادُهم عشرات ملايين الأشخاص. وقد بدأ تاريخُ قوم البانتو في إقليم السَّاحل مُنذ ألف عامٍ قبل الميلاد، ففي الأصل، كان البانتو يسكُنون في إقليمٍ بغرب أفريقيا، ما بيْن دولتي نيجيريا والكاميرون الحاليَّتيْن، لكنَّهم بدؤوا بالهجرة إلى أطراف القارَّة قبلَ 3,000 سنة، فاستوطنوا في أماكن عديدة بوسطها وجنوبها وعلى ساحلها الشرقيّ أثناء حركة هجرةٍ عظيمةٍ تُعرَف باسم «انتشار البانتو». في عام 1,000 قبل الميلاد تقريباً كان البانتو يُشكِّلون مُعظم سكان الإقليم السواحليّ، وأخذوا بالاستقرار فيه والاستفادة من الموارد الغنيَّة المُتوفِّرة لهُم فيه، فعاشوا على الصَّيْد ورعي الحيوانات والمواشي، ولاحقاً على زِراعة الحُبوب والمحاصيل بالاستفادة من تربة ضفاف الأنهار الخصْبة، وتركَّزَ مُعظم السكان في هذه الفترة حول ساحل المُحيط وعلى ضفافِ الأنهار المُنتشرة ضمنَ هذا الإقليم. وصلَ قومُ البانتو إلى الحُدود الجنوبيَّة للإقليم السواحليّ، المُتمثّلة بمنطقة ليمبوبو، في سنة 500م.
استَوطَنت شعوب البانتو في مُعظم الأجزاء الداخليّة من شرق أفريقيا، مثل الأدغال وسهول السافانا، بحُلول عام 600م، وكانوا قد نجحوا بزراعة الكثير من المحاصيل وصناعة الأدوات المعدنيَّة، وبدأ بعضُهُم أيضاً بالسَّكَن على ساحل المُحيط الهندي وبناء مُدنٍ لهُم هناك، وكانت هذه المدن الساحلية ذات أهميَّة جوهريَّة في بناء اتّصالٍ مع العالم الخارجي وتبادُلِ البضائع مع التجار الأجانب من الصينيّين والهُنود وغيرهم. أقدمُ وثيقةٍ مكتوبةٍ معروفةٍ تتحدَّثُ عن تاريخ منطقة السَّاحل هي مخطوطة باللغة اليونانيَّة ألَّفها شخصٌ مجهول، ويعودُ أصلها إلى مدينة الإسكندرية القديمة في مصر، ويُعرَف مُؤلِّفها باسم «بيربيلوس الإريتيريّ» (باللاتينية: Periplus). كُتِبَت هذه المخطوطة في القرن الثاني الميلادي، وهي تتحدَّثُ عن وُفود الكثير من التجَّارِ من جنوب شبه الجزيرة العربية إلى ساحل أفريقيا الشرقي واختلاطِهم بالسكَّان المحليِّين، وهيَ تقولُ أنَّ التجار العرب كانوا قادرين على التحدَّثُ باللغة الأفريقية المحليَّة والتَّواصل مع السكان بها، وكذلك أنَّهم اختلطُوا بالأفارقة وتزوَّجوا من نسائهم.
بدأ أقوامُ البانتو ببناء بلداتٍ مُتحضّرة كبيرة على شاطئ أفريقيا الشرقي بدءاً من عام 800م تقريباً. يعتقدُ العلماء أنَّ السبب في التأخُّر الشديد لظُهور مثل هذه المدن هو عدم معرفة هؤلاء الشعوب يكيفيّة حفر الآبار في الأرض، وبالتالي اضطرُّوا لأن يعيشُوا حول ضفاف الأنهار فقط، وأمَّا بعد أن تعلَّموا كيفيَّة الوُصول إلى الماء العذبْ بالحفر، فبدؤوا باستيطانِ العديد من الأماكن على السَّواحل، وكانت أولى هذه الأماكن في جزر أرخبيل لامو الواقعة الآن قُبَالة سواحل كينيا. عندَ تلك المرحلة، كانت تجارةُ الأفارقة مع المُسلمِين مُقتصرةً على منتوجاتٍ أساسيّة فحسبْ، ولم تكُن قد وصلت حجمها الكبير الذي اكتسبتهُ فيما بَعْد. ومن المُحتمل أنَّ شُعُوب البانتو بدؤوا بتبادلِ البضائع التجاريَّة مع العرب والفُرْس والهنود بأنفسُهم، فقد بنوا زوارق ومراكب خشبيَّة خاصَّة بهم أبحروا بها عبرَ المحيط الهندي، واختلطُوا بمُختَلف الشعوب التي عاشتْ حولهم، وكانَ الاختلاطُ الثقافي والحضاري بين البانتو والعرب وكذلك الهُنود والفرس نتيجةً مُباشرة لهذه العلاقة التجاريَّة، وتمثَّلْت به بداية مِيلاد وازدهار اللغة والحضارة السواحليَّة التي وُلِدَت بسببِ هذا التبادل الثقافي.

### بدء التجارة مع الأجانب

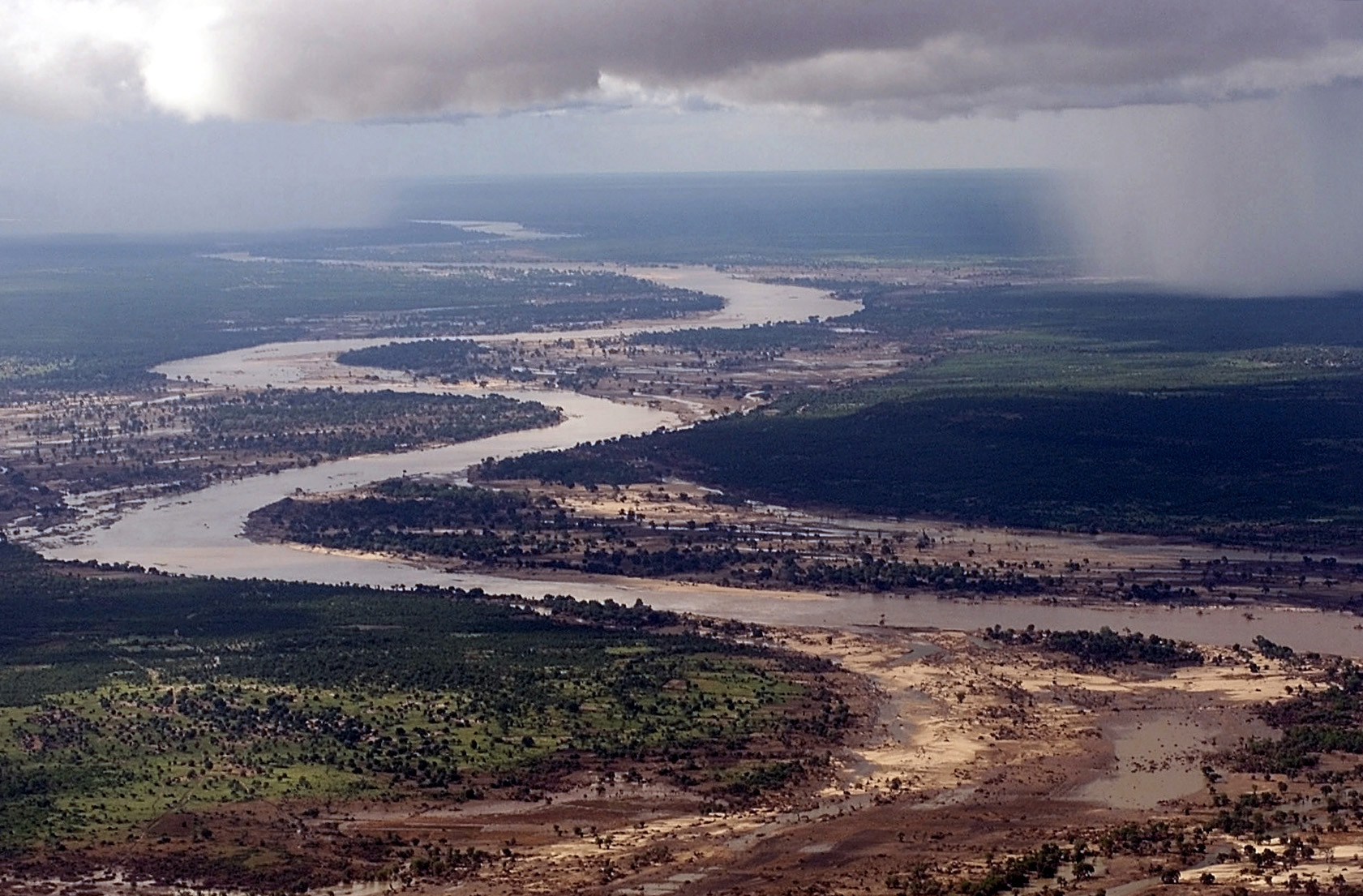
نهر ليمبوبو يتدفَّقُ عبر أراضي دولة موزمبيق، كانت لهذا النهر أهميَّة كبيرةٌ في جَلْب التُجَّار العرب الأوائل إلى أعماق ساحل أفريقيا.

كان سكان شرق أفريقيا، مثلهم مثلَ شُعوب منطقتي وادي النيل والمغرب الكبير، على صلةٍ تجاريّة وثيقة بحضاراتٍ العالم القديم مُنذ القرون الميلادية الأولى، فقد تبادلوا الكثيرَ من البضائع التجارية مع الإغريق والرومان والفينقيين وغيرِهم من الشعوب القديمة. ويُعتَقد أنَّ الأفارقة البانتويِّين - في ذلك الحين - كانوا يُقايضون التجّار الأجانب بأصداف السلاحف والعاج وزيت جوز الهند، مُقابِل حصولهم على أسلحة مصنوعةٍ من الحديد، حيث يبدو أن كيفيَّة صناعة الأدوات المعدنيَّة لم تكُن معروفةً في السَّاحل الأفريقي آنذاك. ومع أنَّ هذه التجارة كانت قائمةً مُنذ زمن بعيد، إلا أنَّها لم تتَّخذ شأناً مُهماً حتى القرن الثامن بعد الميلاد، حيث لا تُوجد أيّ سجّلات تاريخية تُذكَر تسبقُ هذه الحقبة، ولم تنجح أيّ كشوفاتٍ أثرية بكشفِ النّقاب عن مُدنٍ أقدمَ من ذلك في شرق أفريقيا.
وقد بدأ التجَّارُ العرب بالتوافد إلى أفريقيا مع الفتح الإسلامي لمصر وبلاد المغرب في القرن السابع الميلادي، إذ قامُوا بتوسيع خُطوطهم التجارية تدريجياً نحوَ الجنوب خلال القرن الثامن للميلاد، بحيث اتَّصلوا ببعضِ مدن الساحل الإفريقي. ولم يُعَاني الوافدُون العرب الأوائل من صُعوباتٍ تذكر في الاستقرار بمُدُن شرق أفريقيا، إذ لم تكُن توجد هناك أيُّ أحلافٍ قبلية مُتماسكة أو دُول قويّة تُسيطر على تلك المدن، وبالتالي استطاع التجَّار العربُ تأسيس شبكاتٍ تجاريّة واكتسبوا نُفوذاً سياسياً بمُرور الوَقْت. وكانت السفن العربيَّة تفدُ إلى هذه المدن الساحلية مع هُبوب الرياح الموسميّة في فصل الشتاء، ومن ثمَّ تعودُ إلى بلادها في فصل الصّيف مُحمَّلة بمُختلف أنواع البضائع من أفريقيا، أو تُحوّل مسارَها إلى الهند حيث تُتاجر هناك بالسَّلع النادرة التي تحملُهَا. كان أوَّل شريانٍ سمحَ بوُصول التجار العرب من الموانئ الساحلية إلى عُمق قارّة أفريقيا هو نهر ليمبوبو المُتدفّق من دولة بوتسوانا إلى جنوب أفريقيا، وكذلك نهر سابي الذي يقطعُ دولتي موزمبيق وزيمبابوي، وقد ركبَ التجار هذين النهرين للوُصول إلى مدنٍ في مُنتصف القارة الأفريقية، حيث حصلوا على سلعٍ مُختلفة من هناك ليتاجروا بها، من أهمّها العاج وجُلود الحيوانات والنحاس والذهب. مع نهاية القرن الثامن قبل الميلاد اتَّصَلَت تجارة شرق أفريقيا مع التجارة العربية في المحيط الهندي بأكمله، ومن الأدلّة على ذلك اكتشافُ بقايا أوانٍ خزفيّة وزجاجيّة من صُنع فارسيّ في مواقع عديدة من دولتي موزمبيق وبوتسوانا من تلك الحقبة.
وتُظهِر سجلات الجغرافيّين العرب أنهم كانوا يعتبرون أنَّ للإقليم السواحليّ أربعة أجزاءٍ أساسية، هي كالآتي:
1. بلاد الأمازيغ: وهي شواطئ القرن الأفريقي، وتشملُ حالياً مُعظم شواطئ دولة الصّومال نُزولاً إلى نهر شيبيلي في إثيوبيا. وكانت تختصُّ هذه المنطقة بالمُتَاجرة بأصداف السلاحف وقُرون حيوان الكركدن.
2. بلاد الزنوج: سُمِّيت نسبةً إلى سُكَّانها ذوي البشرة السوداء، وكانت تسميتُها بهذا الاصطلاح رائجةً لدى العرب حتى مُنتصف عصر الدولة العباسية، وتتبعُ هذه المنطقة الآن لدولتي كينيا وتنزانيا في شرقي أفريقيا. وكانت تُتاجرُ مدن الزنوج مع العرب بمُنتجاتٍ مُختلفة عن الشمال، من أهمّها العاج وزيت جوز الهند، وكانت - في المُقابِل - تستوردُ منهم الأسلحة والأدوات المنزلية المصنوعة من الحديد.
3. بلاد سُفالة: وتقعُ هذه في أقصى الإقليم السواحليّ الحديث، وتتبعُ بالوقت الحالي لدولة موزمبيق، ولا زالت مدينتُها الكبرى (سفالة) قائمة. وكان أهمّ صادراتها هو الذهب، الذي بدأ العربُ بشرائه منها في القرن العاشر، أي مع بداية العصر العباسي الثاني.
4. بلاد الواق واق: وهي جزيرة على الأرجح، ولكنّها لم تُوصَف إلا بأسلوبٍ مُبهمٍ ولا تتوافرُ عنها سوى معلوماتٌ قليلة من سجلاّت العرب. ومن المُحتَمل أن تكون بلاد الواق واق هي جزيرة بمبا التابعة اليوم لدولة تنزانيا،[17] ويعتقد أيضاً أن المقصودَ بها قد يكون جزيرة مدغشقر، التي كانت للمُسلمين صلة تجارية بها في العُصور القديمة. ويُطلَق اسم الواق واق أيضاً (لدى الجغرافيِّين العرب) على جزيرة مجهولةٍ أخرى تقعُ في الشرق الأقصى، وليس في أفريقيا.[19]

## التجارة الإسلاميَّة مع السَّاحل في العصر العبَّاسي

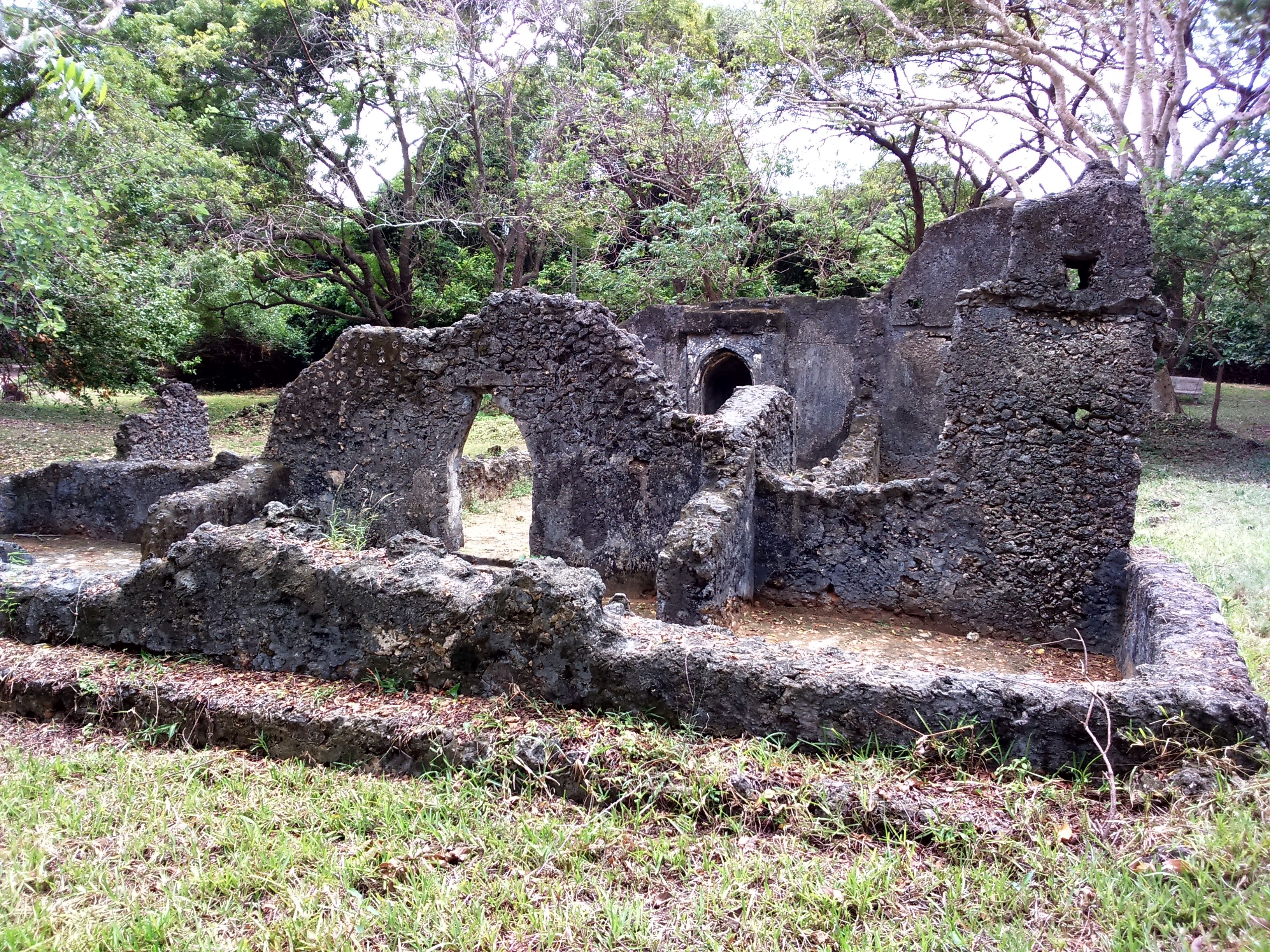
مسجدٌ قديم في مدينة جومبا لا متوانا التاريخيَّة.

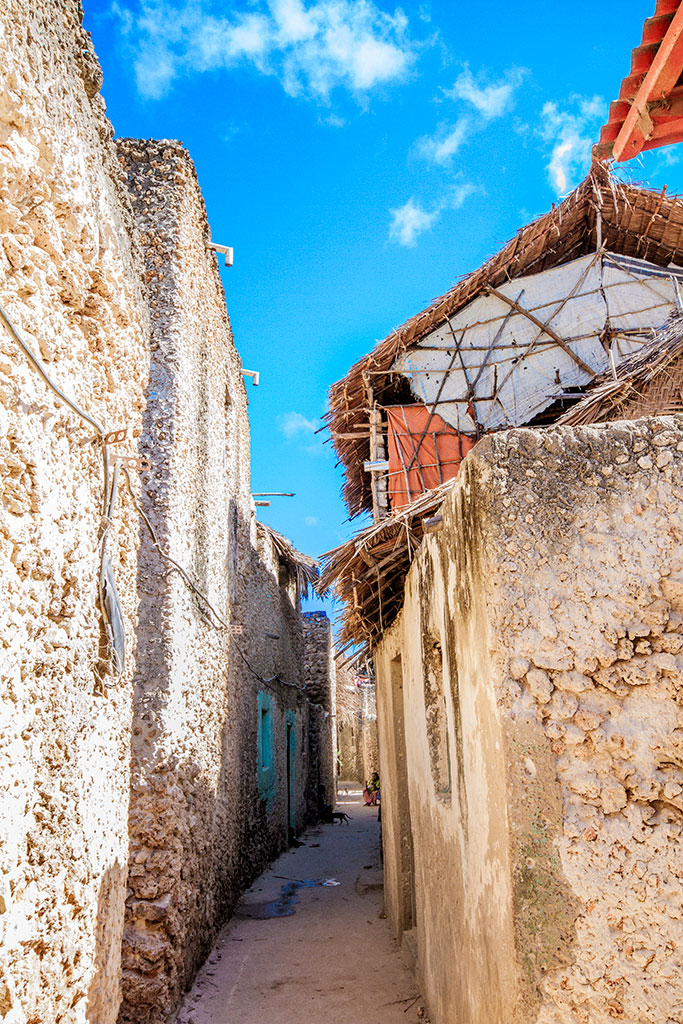
الشوارع القديمة في جزيرة باتي، إحدى أولى المدن السواحليَّة التي استوطنها المُسلمون.

فضَّل التُجَّار العرب، بعد الإسلام، الارتحال إلى سواحل شرق أفريقيا (في تنزانيا وكينيا حالياً) عوضاً عن غيرها من أجزاء أفريقيا أو آسيا، وذلك لأنَّ مُنَاخها كان أكثر رطوبةً ولأنَّ إرساء السّفن فيها كان أسهل بفضل كثرة الجُزر المُقابلة لسواحلها، وقد كان من المُتعارَف عليه - بين العرب - تسميةُ هذه البلاد باصطلاح أرض الزّنوج. خلال عهد الدولة العباسية، توافَدَ التُجَّار العربُ إلى مُدن شرق أفريقيا لشراء العبيد الزنوج وإعادة بيعِهم في البلاد الإسلامية، وقد كان الطَّلَبُ على العبيد السُّود كبيراً في تلك المرحلة، للحاجة إليهم في حراثة الأراضي الزراعية الواسعة والاعتناء بها في جنوب العراق وشرق شبه الجزيرة العربيَّة، وظلَّت تجارة العبيد مُكوِّناً أساسياً في العلاقة بين المُسلمين والإقليم السواحليّ حتى القرن العاشر الميلاديّ. كانت ثورة الزنج على الخلافة العباسيّة من عام 869 إلى 883 نتيجةً لهذه التّجارة. بعد قيام الخلافة الفاطمية وتجزُّأ الدولة العباسية، بدأت وتيرة تجارة العبيد بالانخفاض، وأصبحَ التجَّار العربُ مُهتمِّين أكثر بالحُصول على سلعٍ نفيسة كماليَّة من أفريقيا، مثلَ جواهر اللُّؤلؤ وعاج الأفيال، إذ أصبحت تُبَاع هذه المنتوجات بأغلى الأسعار في القاهرة والمُدُن الإسلامية الأخرى. تزَايَدْت أعدادُ العرب الذين اختاروا الاستقرار والعَيْش في المُدُن السواحليَّة خلال هذه الفترة، بغرضِ الاهتمام بتجارتهم والإشراف عليها، وبناء علاقاتٍ وثيقة أكثر مع السُّكَّان الأفارقة. من أولى المدن التي توافَدَ عليها العرب والمُسلمون في هذا الإقليم كانت شانغا، وهي عبارةٌ عن بلدة أثريّة مُندثرة كانت تقع على الشاطئ الجنوبي لجزيرة بيت، وقد بدأ المُسلمون بالاستيطان فيها بأعدادٍ كبيرة نسبياً مُنذ منتصف القرن الثامن الميلادي. ازدادتْ أعدادُ سكان المدن السواحلية بدرجةٍ كبيرة مُنذ حوالي عام 950م، إذ تتزايدُ أعداد عظام الأغنام والمواشي المُكتشفة أثناء التنقبيات الأثريَّة كثيراً في هذه الفترة، ويبدو أنَّ موجةً جديدةً من القبائل الأفريقية المُهاجرة قد وصلت إلى منطقة السَّاحل خلال هذه الفترة.

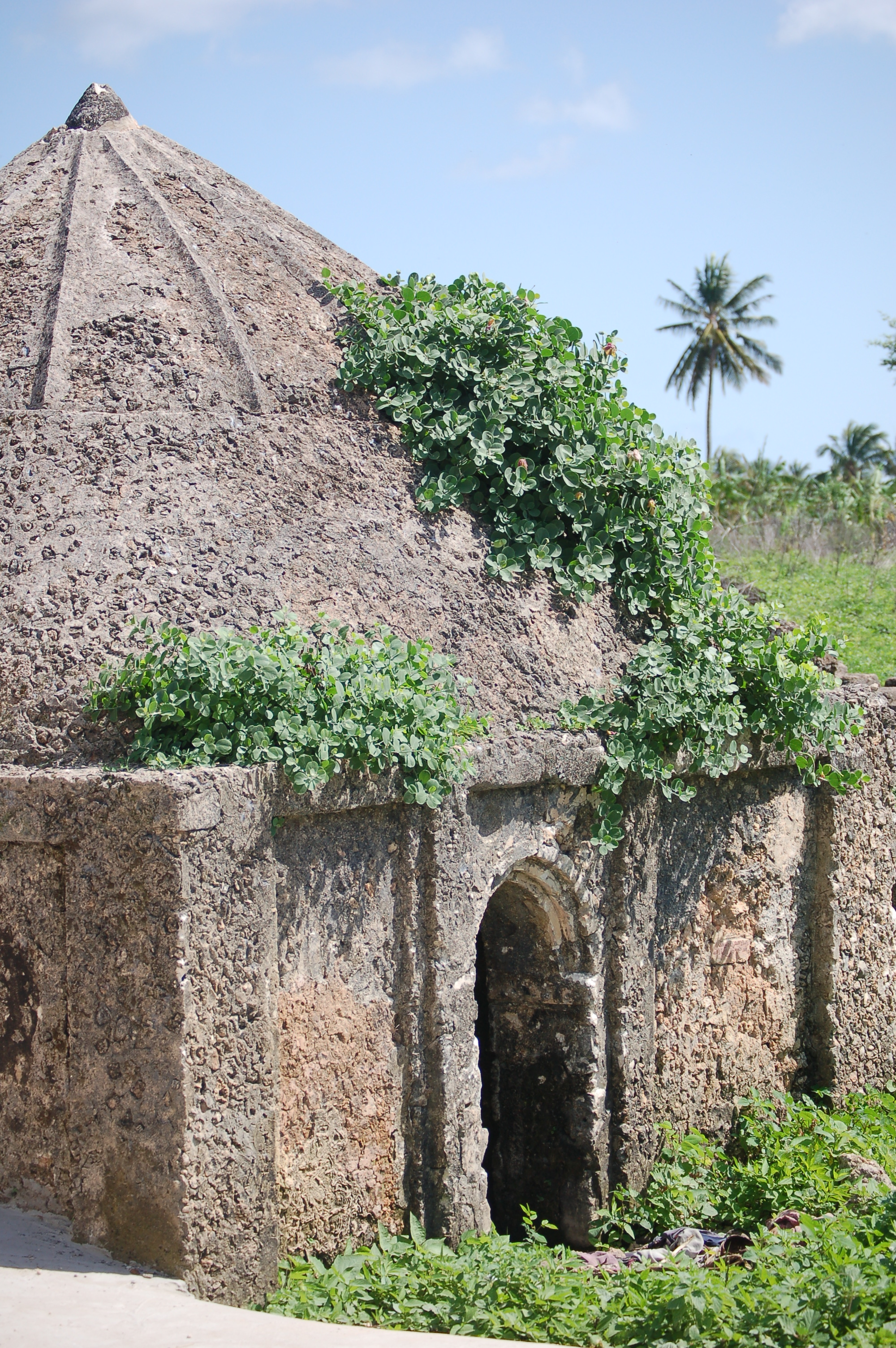
منزلٌ أفريقي تقليديّ في جزيرة بيت.

تظهرُ أولى العلامات التاريخيَّة على أنَّ العرب أصبحَ لهُم شأنٌ ونفوذٌ في الإقليم السواحليّ خلال مُنتصف عهد الدولة العباسية. ومن المُؤكَّد أن ثمَّة حُكاماً عرباً اعتلوا السّلطة في أجزاءٍ من شرق أفريقيا بدءاً من هذه الفترة، فعلى سبيل المثال، اكتُشِفَ نقشٌ بالخطّ الكوفي في جزيرة زنجبار يقولُ بأنَّ سُلطانها العربي (واسمهُ الشيخ السعيد أبو عمران موسى) أمرَ ببناء مسجدٍ بالمدينة في عام 1107م، ممَّا يدلُ على أن المُسلمين كانوا يحكُمون الجزيرة آنذاك، ورُبّما لفترةٍ من الزمن. وفي الغالب أنَّ المُسلمين بنوا أهمَّ مُدُنهم السواحليَّة على الجزر الواقعة قُبَالة شواطئ أفريقيا، وليس على شاطئ القارة، وذلك لأنَّ الجزر أكثرُ أمناً والدّفاعُ عنها أسهل. ويُعتَقد أن مُعظم سكان الجزر السواحليَّة في هذه الحقبة لم يكونوا من الأفارقة، بل كانوا مُهاجرين مُسلمين، ولعلَّ مُعظمهم أتوا من أماكن قريبةٍ من إقليم البحرين العربي وميناء سيراف الفارسي ومدينة الديبل الهندية. وكان هؤلاء المُهاجِرون يشترون سلعاً مُتنوّعة من القارة الأفريقية، مثل جُلود النمور والعنبر والعاج، ويأخذونها ليبيعُوها في أقاصي الأرض، بحيثُ أنَّ بعضها كانت تصلُ إلى الصين القديمة. وكانت من أهمّ مُدن السَّاحل في تلك الحقبة جزيرة ماندا، كما أنَّ الفترة نفسها شهدت تأسيس مدينة كيلوا، التي كان لها شأنٌ كبير لاحقاً.
ويُعتَقد أنَّ المُسلمين بدؤوا بحُكْم مدينة كيلوا خلال القرن الحادي عشر، كما كان لهُم نفوذٌ - خلال الفترة اللاحقة - على أجزاءٍ مُختلفةٍ من شرق أفريقيا. ومع ذلك، فإنَّ مُعظَم الإقليم السواحليّ لم يكُن ذا أهميَّة كُبرى في التجارة العربيَّة خلال ذلك الزمن، بل كان أهمّ الموانئ الأفريقية هو مقديشو (بالصومال حالياً)، وحتى عام 1150م كانت مقديشو تستقبلُ غالبيَّة العرب والفُرْس الذين كانوا يُهاجرون إلى أفريقيا ويستقرّون فيها. ولكن مُنذ نهاية القرن الثاني عشر، أي مع اقتراب سُقوط الدولة العباسية، مالت حركةُ الهجرة نحو الجنوب. إذ بدأ الكثيرُ من المسلمين بالاستقرار في مدن الإقليم السواحليّ الكُبْرَى، مثل جزيرة بمبا وجزيرة مافيا وجزر القمر وكيلوا، ومع انتهاء العصر العباسي إثر الغزو المغولي (في نهاية القرن الثالث عشر) كانت أهميَّة المُدن السواحليَّة قد ارتفعت بصُورة شديدة، وأصبح ميناء كيلوا ثاني أهمّ موانئ القارة الأفريقية بعد مقديشو. ومع مُرور الوقت اكتسبت كيلوا أهميّة مُتسارعة، فقد ازدهرت فيها صناعة المنسوجات وأصبحت تبيعُ الملابس والخرز الزجاجي للتجّار القادمين من سفالة مُقابِلَ الحصول على الذهب منهم، وبهذه الطريقة اكتسبت كيلوا ثراءً عظيماً، وأصبحت تُبنَى منازلُ سكانها من الحجر المتين، وشُيِّد فيها قصرٌ هائلٌ يُعرَف باسم قصر حُسُني كُوبْوَا، وهو بناءٌ عظيم كان يتألَّف ممَّا يزيدُ عن مائة غرفة، بل ويُعتَقد أنه كان أضخم بناءٍ في كل البلاد الأفريقية الواقعة جنوبَ الصحراء الكبرى.

## ظُهور الدُّوَيْلات الإسلاميَّة

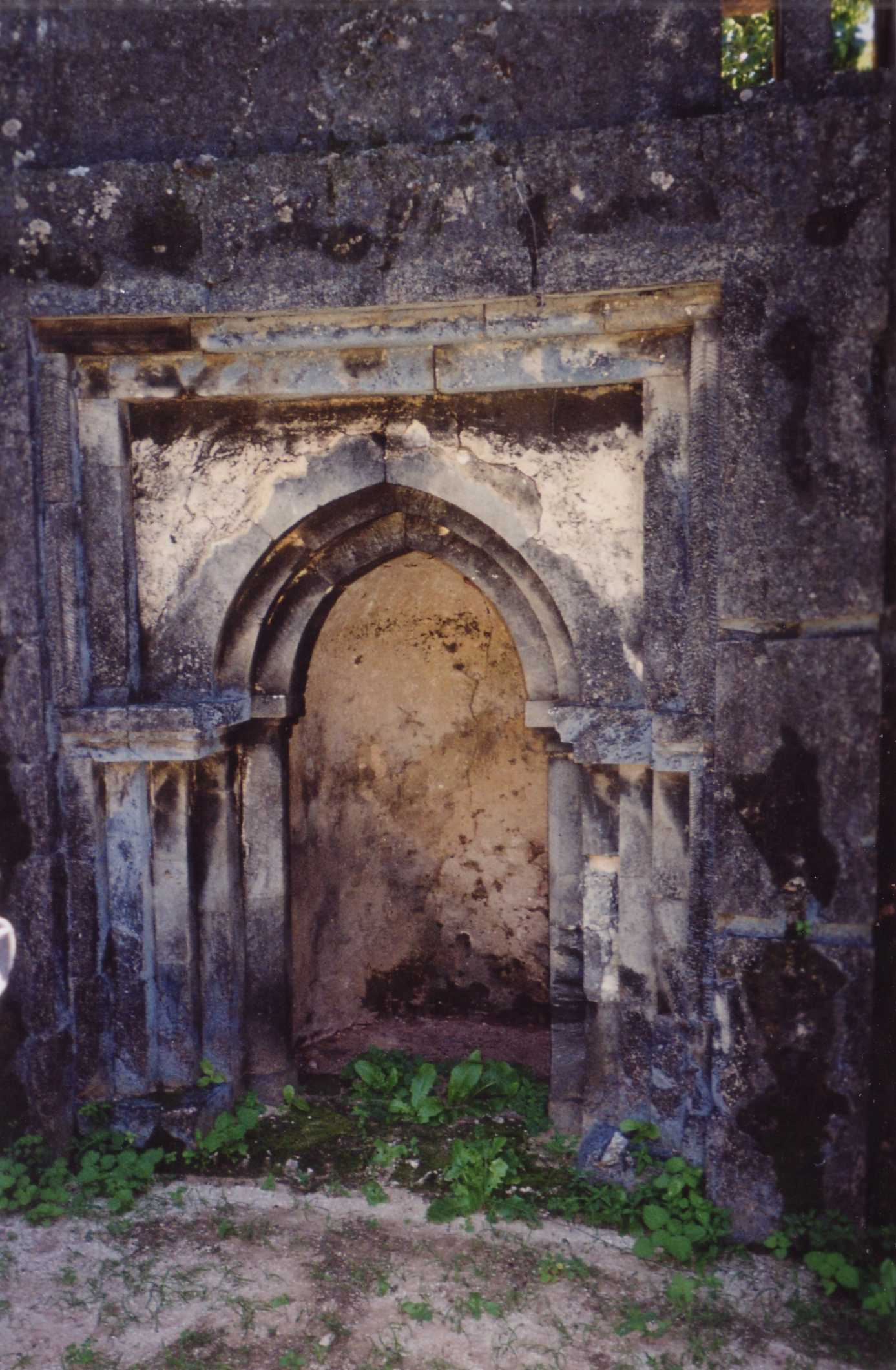
أطلالُ محراب مسجدٍ في بلدة تكاوا، وهي مدينة سواحيليَّة بُنيت في حوالي سنة 1500.

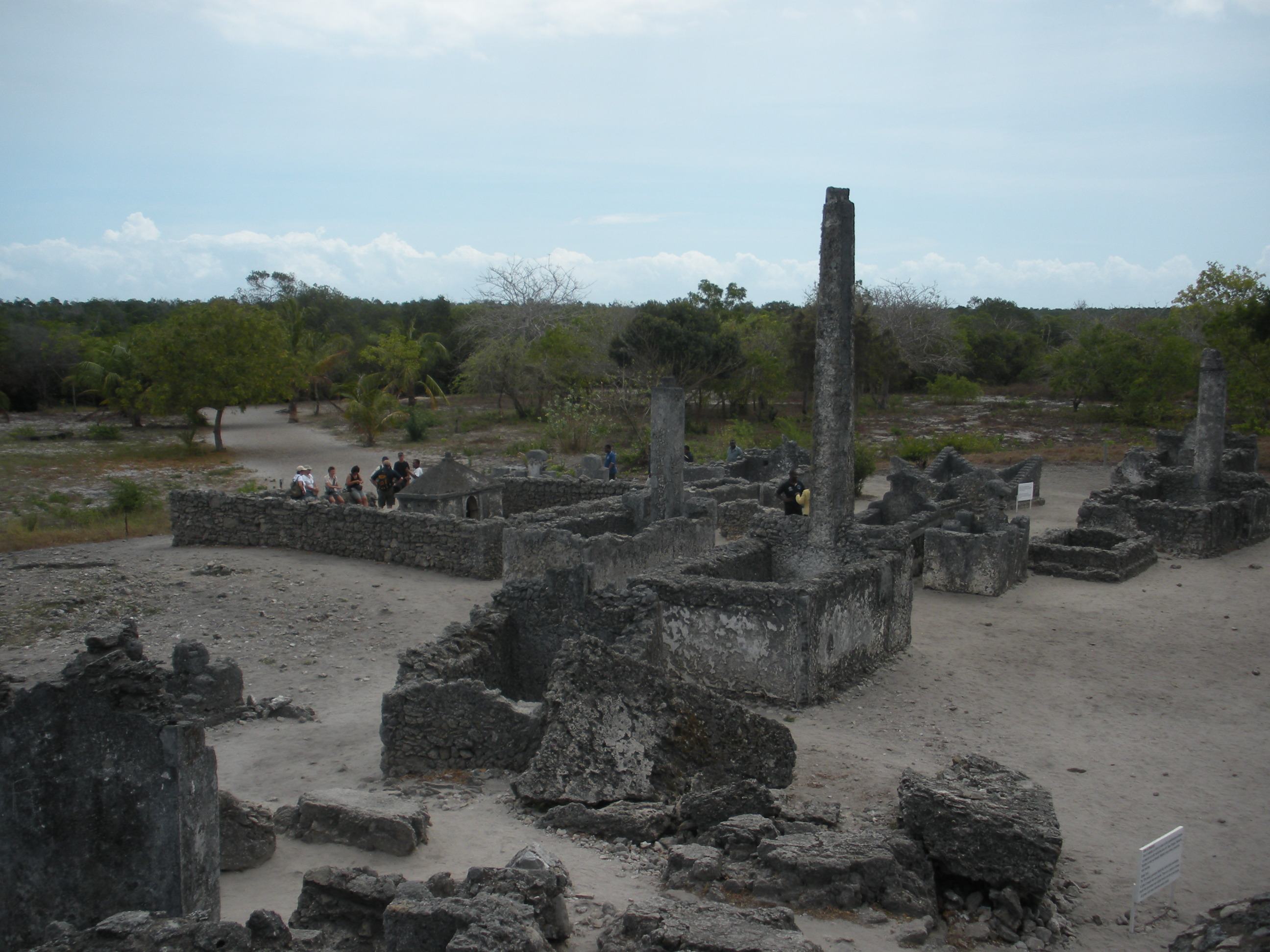
أطلالُ مسجدٍ وقبورٍ في مدينة باجامويو القديمة (وكانت تُسمَّى آنذاك كالُويْ)، بُنِيَت في خلال القرن الثالث عشر أثناء الحُكْم الفارسيّ للمدينة.

أسَّسَ العرب والمُسلمون، مع نهاية العصر العباسي، علاقاتٍ تجاريَّة وثيقةٍ ولمُدَّة قرونٍ مُتَّصلة مع جميع المُدن السواحليَّة، بدءاً من مقديشو شمالاً وانتهاءً بميناء سفالة في موزمبيق جنوباً، ولعلَّ السَّبب بعدم تقدُّم التجَّار لأبعدِ من ذلك على السَّواحل الأفريقيّة الجنوبية هو قسوة الظروف الجويّة هُنَاك، وتحوّل خط الساحل إلى شواطئ صخريَّة وعرة من الخطر الإبحارُ حولها. وبين القرن 8 إلى 12 بعد الميلاد كانت التّجارة السواحليّة مع العرب مُقتصرةً على المُنتَجات الكماليَّة، إلا أنَّها تطوَّرت بدءاً من القرن الثّالث عشر لتشمَلَ كلَّ أشكال السِّلَع. قَدَّم التُجّار الأجانبُ للأفارقة المصنوعات الخزفيَّة والمنسوجات الحريريَّة والأواني بمُختلف أشكالها وأنواعها، وحصلوا بالمُقابل على العديدِ من المواد الخام النَّفيسة، ومن أهمِّها الذهب، الذي بدأ العربُ بالاهتمام بالحُصُول عليه بشدَّة مُنذ القرن العاشر فصاعداً، وكان يستخرجه السواحليُّون من مناجم عديدةٍ حفروها في هضبة زيمبابوي. أصبحتْ مُدُن ساحل شرق أفريقيا هي الوسيطَ الأساسيَّ الذي يُوصل البضائع الأفريقيَّة إلى الأجزاء الأخرى من العالم خلال العُصُور الوسطى، وجعلها ذلك محوراً تجارياً شديدَ الأهميَّة. وقام التجار الأفارقةُ أيضاً برحلاتٍ خاصَّة بهم نحو الهند والصّين وبلاد العرب للمتُاجرة ببضائعهم، إلا أنَّ هذه الرحلات كانت أمراً نادرَ الحُدُوث نسبياً، حيث أنَّ مُعظَم النشاط التجاري كان يُحرِّكه الأجانب.
في بداية القرن الثالث عشر الميلادي وصلت أسرة آل نهبان العُمَانيّة إلى جزيرة بيت وبسطت سيطرتها عليها، وحكمَ النهبانيّون هذه الجزيرة لثلاثة قُرونٍ حتى وُصول المُستكشفين البرتغاليّين، وكان لهُم نفوذٌ كبيرٌ على الموانئ والمدن الساحليّة المُحيطة بهم (وقد استمرَّ حُكمهم للجزيرة على فتراتٍ مُتقطّعة حتى قرونٍ طويلة لاحقة). وفي فترةٍ مُقاربة بحوالي سنة 1277م تمكَّن آل أبو مُهيب العرب من الوُصول إلى سِدّة الحُكم في مدينة كيلوا السواحليّة - إحدى أهمّ موانئ الساحل الأفريقي - وأسَّسوا فيها سلطنة كيلوا، التي ظلَّت قائمةً حتى سنة 1505م، وبعد ذلك تجزَّأت إلى دُويلاتٍ صغيرة مُفتّتة نتيجة الغزو البرتغالي.

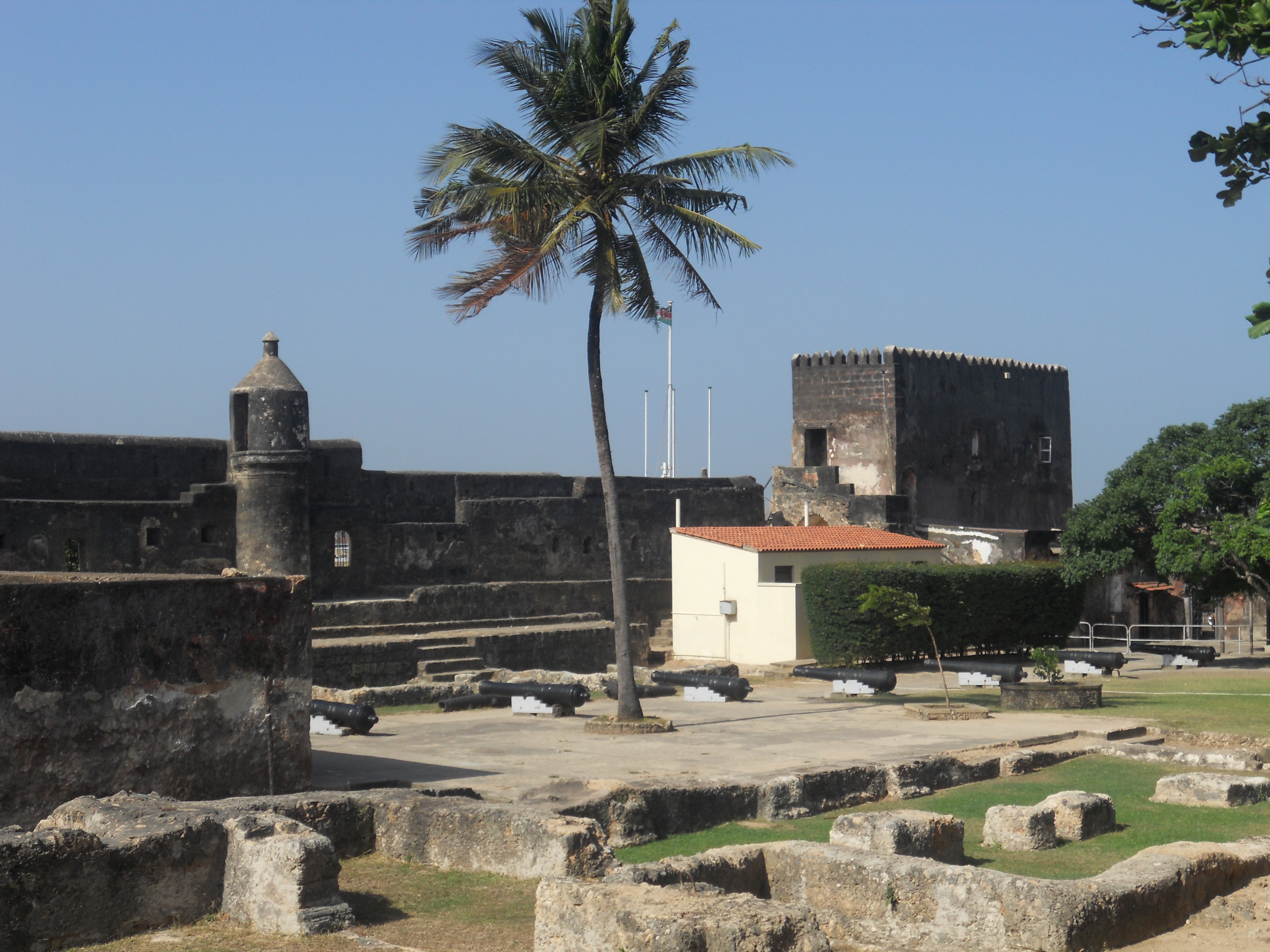
حصن يسوع في مدينة مومباسا، بناهُ البرتغاليّون في سنة 1593 لحماية المدينة من هجمات السَّلاطين المُسلمين.

مع بداية القرن الرابع عشر أصبحت مدينة كيلوا المركز الأساسيَّ للحضارة على ساحل شرق أفريقيا، فقد ازدهرت هذه المدينةُ وتوسَّعت على نحوٍ كبير، وجذبتْ أعداداً كبيرةً من التُجَّار والمُسافرين، وأصبحت الميناء الرَّائد في نقلِ الذهب من داخل أفريقيا وتبادُلِه مع الأجانب، كما تطوَّرت من ناحية معماريّة، فانتشرتْ فيها منازل ومبانٍ عديدة مُشيَّدة من القصب والأخشاب والقشّ، بينما بنيت منازل الأثرياء من الأحجار، وشُيّد فيها مسجدٌ كبير بُنِيَ من قطع المرجان. زار الرحَّالة العربي ابن بطوطة مدينة كيلوا في سنة 1331م، أي خلال هذه الفترة نفسها، وقال بأنَّها أهمُّ مدينة في الإقليم السواحليّ بذلك الحين. ومع انتهاء القرن الرابع عشر ودُخُول القرن الخامس عشر كانت المدن السواحليّة قد وصلت لأهمِّ مراحل تطوُّرها وبدأت بتكوينِ السِّمات الثقافية والحضاريَّة الفريدة الخاصَّة بها، إذ توسَّعت هذه المدن كثيراً وارتفعَت أعدادُ السُكَّان فيها وتطوَّرت معمارياً، والأهمُّ من ذلك أنَّ العديد من البلدات والمدن الجديدة بدأت بالظّهور استجابةً لهذه التغيّرات. وقد ازدهرت - إضافةً إلى ذلك - مدنٌ عديدةٌ جداً في الإقليم السواحلي مع بداية القرن الخامس عشر، وكان من أهمّها وأكبرها جيدي وسونغو منارا (مدينة كانت تقعُ على جزيرة كيلوا) ومومباسا وجزيرة بيت. وخضعت جميعُ هذه المُدن لسُلطة حُكَّامٍ مُسلمين لهُم أصول عربيّة وأفريقية مُختلطة. وقد عاشت مثلُ هذه المدن بعُزْلةٍ نسبية عن الجزء الداخلي من أفريقيا، فقد كان انتماؤها وارتباطُها يعودُ إلى العالم الإسلامي في ما وراء البحار، عوضاً عن القارة والثقافة الأفريقية.
سيطرَ التجار العدنيُّون على التجارة السواحليّة خلال القرنين الثالث والرابع عشر. جلبت بداية القرن 13 موجة هجرةٍ كبيرةٍ للتجَّار الحضارمة والعدنيِّين إلى المُدُن السواحليّة، وحاز العديدُ من هؤلاء المهاجرين نُفوذاً كبيراً في المُجتمع السواحليّ، فتقلَّدُوا مناصب مُهمّة بالحكومة. وفي سنة 1429م كان التجار اليمنيُّون قد نجحوا باحتكار تجارة البهارات تماماً في الإقليم السواحليّ، بينما تزايدت الحركة التجارية من ولاية كجرات الهنديَّة بوتيرةٍ كبيرة جداً، حيثُ تاجرَ هؤلاء الهنود بالعبيد الأفارقة، وبدأ العُمانيّون النَّبهانيون بالتوافدُ إلى جزيرة بيت في الآن ذاته فآل الحُكم فيها إليهم. ولكن يُعتقد (مع مجيء القرن الخامس عشر) أنَّ مُعظم حُكَّام المدن السواحليّة كانوا من عائلاتٍ فارسية من مدينة شيراز، فخلال هذه الفترة كان الفُرْس يُهاجرون بأعدادٍ كبيرة من شيراز إلى جزيرتي كيلوا وزنجبار، وكان لهُم الحُكْم والنفوذ في جزيرة بمبا وماليندي ومومباسا، وعلى مُعظم المُستوطنات السواحليَّة الكُبرى. ومع ذلك فقد كانت كلُّ واحدةٍ من هذه المدن مُستقلّة عن الأخرى، إذ كان لكلّ مدينة سُلطانٍ وحاكمٌ خاصّ بها، ولم ترتبط أيٌّ منها بغيرها بصُورة سياسية ولم تكُن هناك دولة واحدةٌ تجمعُها. وكانت أكبر هذه المدن وأهمّها، فيما يبدو، هي مومباسا، التي كان لها نفوذٌ سياسيّ كبير على البلدات والقرى المُحيطة بها، وكانت تربطها علاقاتٌ جيّدة بالدول الأفريقية البعيدة، ويُقدَّر أنَّ عدد سكانها قد تجاوز 10,000 نسمة.

## الغزو البرتغالي

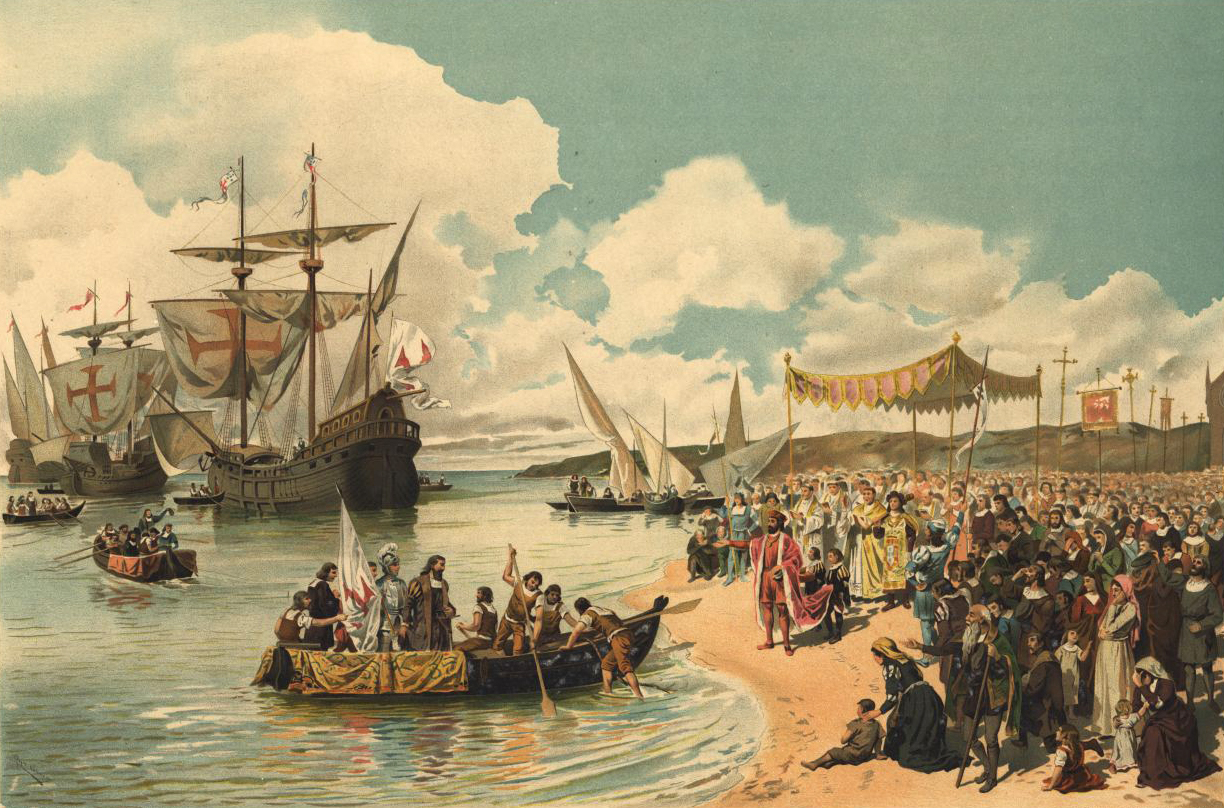
كانت رحلة المُستكشف البرتغالي فاسكو دي غاما هي فاتحة سُقوط الإقليم السواحليّ بأيدي البُرتغال بعدما وصلَ إلى سواحل كيلوا في عام 1498.

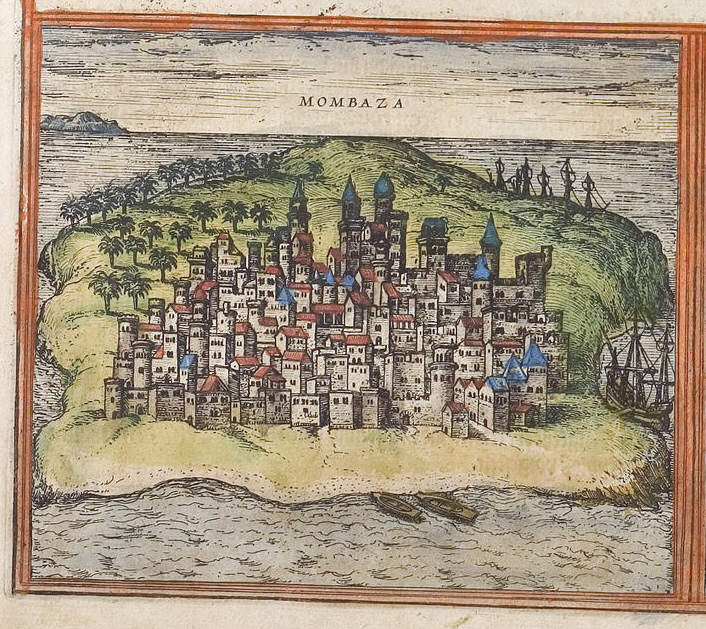
رسمٌ لمدينة مُومباسا (أهمّ المدن السواحليَّة آنذاك) في عهد الاستعمار البرتغالي في سنة 1572.

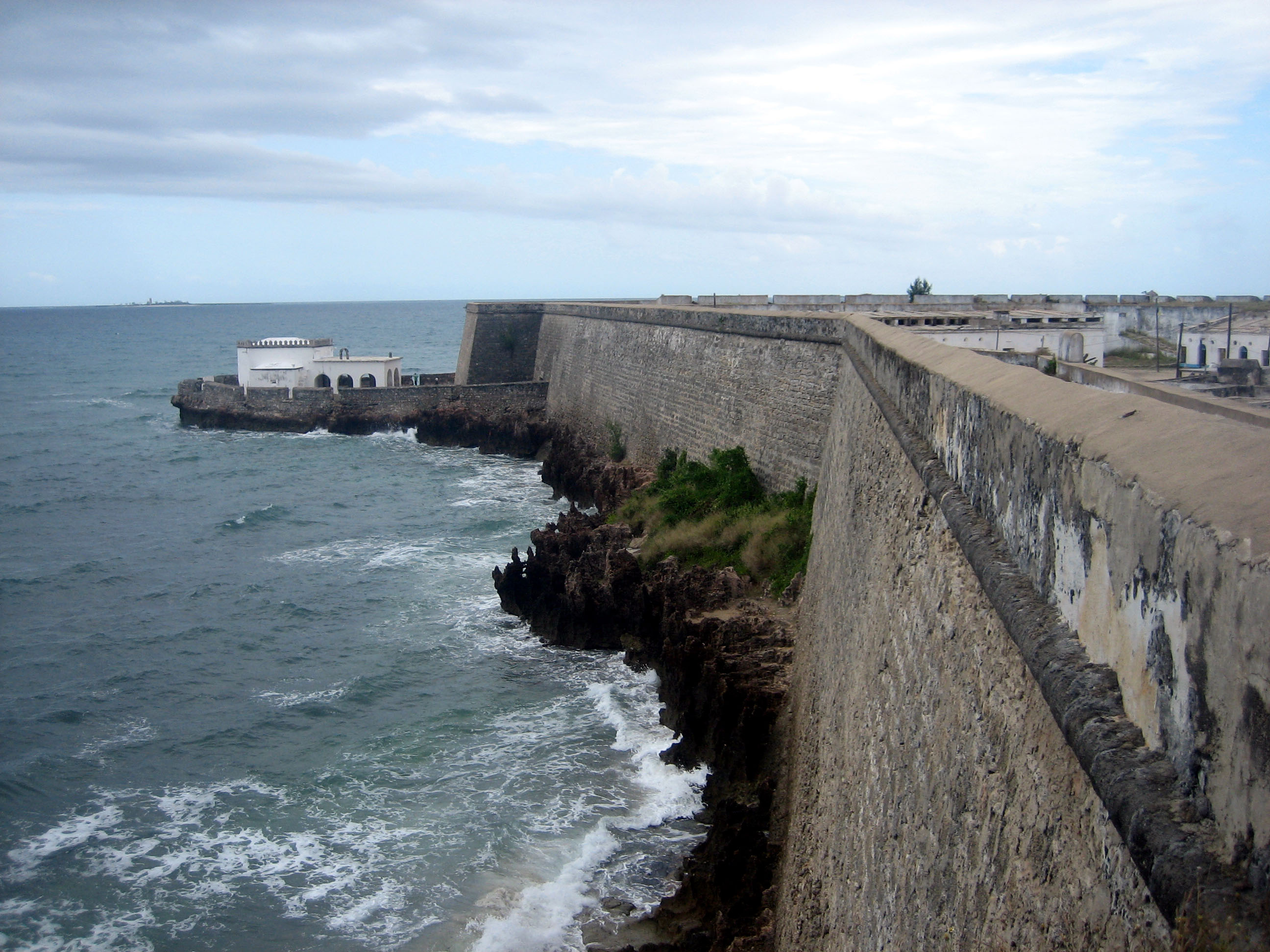
حصن ساو سيباستياو في جزيرة موزامبيق، بناهُ البرتغاليّون سنة 1552 أثناء غزوهم لسائر الإقليم السواحليّ.

وصلت بعثة فاسكو دي غاما الاستكشافية إلى سواحل شرق أفريقيا في عام 1498، وجاءت معه (ومن بعده) أساطيلٌ برتغاليَّة مسلحة جيداً لم تكُن دفاعات المدن السواحليَّة قادرةً على الصّمود أمامها. في سنة 1502 أُجبِر سلطان كيلوا على الاتّفاق مع البرتغاليين على أداء جزيةٍ لهُم لقاء عدم مُهاجمة مدينته، وهو ما حصلَ كذلك مع سلطان زنجبار، لكن الأسطول البرتغالي لم يلبِث -رُغم هذا- أن استأنف هُجومه على المدن السواحليَّة، فسقطت كيلوا ومُومباسا وسائرُ المدن، ونُهب قسمٍ كبير منها ودُمّر، وفي عام 1506 كانت قد استتبّت السيطرةُ للبرتغاليِّين على سواحل شرق أفريقيا بأكملها بما فيها الإقليم السواحلي بأسره. خلال مُعظم تاريخهم لم يحكُم البرتغاليُّون الإقليم السواحليّ بصُورة مباشرة، بل كانوا يتركُون السُّلطة الاسميَّة على المدن السواحليَّة لحُكَّامها المُسلمين، ولكنَّ هؤلاء السلاطين المُسلمين كانوا تابعين -عملياً- للنّفوذ البرتغالي، ومُجبرِين على أداء الجزية والضَّرائب لملك البُرتغال.
وكان من هؤلاء الحُكَّام شاه بن ميشهان وهو آخر سُلطان فارسيّ حكم مُومباسا. تقلَّد الحُكْم في نهاية القرن السادس عشر الميلادي، وفي سنة 1589 اتَّصلَ به العثمانيون وشجَّعُوه على إعلان الثورة على البرتغاليِّين، ولكن ما إن أعلنَ ثورته حتى استدعى البرتغاليّون أساطيلهم من مستعمرتهم في الهند ميناء غوا الهنديّ وضربوا الحصار على مدينته. سقطت مُومباسا سريعاً ونُهِبَت ودُمِّرَت وقُتل سلطانها، وعُيِّنَ مكانه السّلطان أحمد الذي كان حاكم ماليندي. وتجنُّباً لمثل هذه الوقائع مُستقبلاً بنى البرتغاليون حصناً ضخماً على يد معمارٍ إيطاليٍّ في مُومباسا سُمِّيَ «حصن يسوع»، وتمركزت فيه حامية قوامُها مئة رجلٍ بدءاً من عام 1593.
كانت مُومباسا هي العقبة الأساسيَّة للنّفوذ البرتغالي في شرق أفريقيا، فقد كانت -آنذاك- إحدى أقوى المُدن السواحليَّة وأكثرها ازدهاراً، واعتُبرت المفتاح الاقتصادي والتجاريَّ للإقليم السواحلي برمته. وبعد إخضاعها شرعَ البرتغاليُّون بشنِّ الهجمات على مُدنٍ سواحليَّة أخرى وإنزال حامياتهم فيها ضماناً لبقائها مُواليةً لهُم، وخلعوا عدداً من السَّلاطين الفرس ممن كانوا لايزالون موجودين في الإقليم السَّاحلي. تمكَّن البرتغاليُّون من إخماد الثورات السواحليَّة ضدَّهم مرَّاتٍ عديدة، ولكنَّهم بدؤُوا يفقدون سيطرتهم على الإقليم مع بزوغ فجر القرن السَّابع عشر. إذ خلال هذا الوقت بدأت دولٌ جديدةٌ وقويَّة بالظّهور في الخليج العربي، وكانت البداية بأن تمكَّنت الدولة الصفوية الفارسيَّة من انتزاع جزيرة هرمز من البُرتغال في عام 1622، ثمَّ تمكَّنت أسرة آل يعرب العُمانيَّة من انتزاع مدينة مسقط في عام 1650، وكانت تلك فاتحةً لبسط نُفوذ سلاطين عُمَان على شرق أفريقيا بل وكامل القسم الغربي من المحيط الهندي.

## حُكْم سلاطين عُمَان

### سلطنة عُمَان إبان القرن السابع عشر
كانت عُمَان واقعةً (مُنذ مُنتصف العصر العباسي) تحت حُكْم أسرة بني نبهان، وهي سُلالة حاكمة اعتلت العرش العُمَاني لما يربو على 500 عام. ولكن سُلطة النبهانيِّين خبت وضعُفت خلال آخر مائتي عامٍ من حُكمهم، فتدهورت الدولة وانقسمت إلى دُوَيْلاتٍ وكياناتٍ أصغر، ولذلك فقد وقعت الكثيرُ من أملاكها ضحيَّة لغزو الإمبراطورية البرتغالية، بما فيها عاصمةُ الدولة مسقط. ولكن في بداية القرن السَّابع عشر ظهرت سُلالة حاكمة جديدة في عُمَان، وهي أسرة آل يعرب التي أسَّسها الإمام ناصر بن مرشد اليعربي انطلاقاً من ولاية الرستاق في الشمال. وقد اعتلى ناصر اليعربيّ السّلطة في سنة 1624 (1034 هـ)، وتمكَّن خلال فترةٍ قصيرةٍ من توحيد القبائل العُمَانية تحت هدف طرد البرتغاليِّين من البلاد، وعندَ وفاته في سنة 1649 (1059 هـ) كان قد تمكَّن بالفعل من اتنزاع قلعة جلفار (وهي رأس الخيمة حالياً) ومدينة صحار وقلعتها الحصينة من أيدي البرتغاليِّين. وقد تُوفِّيَ في ذلك الحين ناصر اليعربيّ، فبُويع ابن عمّه سلطان بن سيف اليعربي إماماً جديداً، وتمكَّن هذا من استكمال تحرير عُمَان من الاستعمار البُرتغاليّ بالكامل، حيث استعاد السيطرة على العاصمة مسقط في سنة 1650 (1060 هـ)، وخلال السنوات الآتية سقطت آخرُ المستعمرات البرتغالية في الخليج العربي. وبعد أن استبَّبت لليعاربة السَّيطرةُ على عُمَان شرعُوا في مدِّ سُلطانهم إلى الهند والإقليم السواحليّ، وكانت تلك بداية عدَّة قرونٍ من السَّيطرة العُمَانية على شرق أفريقيا.

### دولة اليعاربة في عُمَان

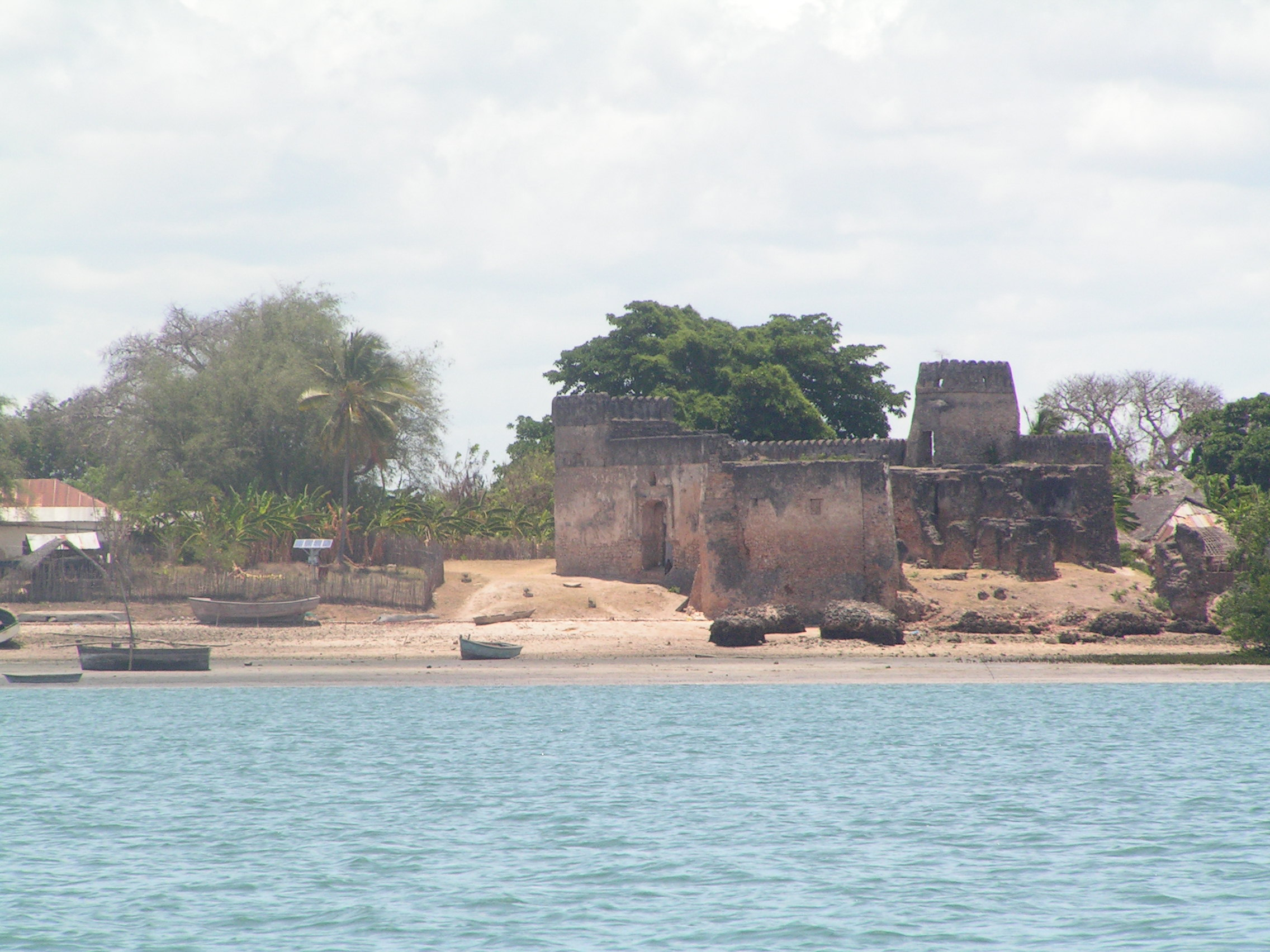
حصنُ مدينة كيلوا، ظلَّ صامداً مُنْذ أن بناهُ البرتغاليُّون.

بدأ سلاطين عُمَان أولى هجماتهم العسكريَّة على الإقليم السواحليِّ في عام 1652، حيث راسلَ بعضُ سُكَّان مدينة مُومباسا السُّلطان العُمَاني وناشدوه لمُساعدتهم ضدَّ البُرتغاليِّين، فأرسلَ إليهم أسطولاً بحرياً تمكَّن من هزيمة الحامية البرتغالية في جزيرة بيت وزنجبار والاستيلاء عليهما، ومن ثمَّ أمرَ بقتل أهاليهما من البُرتغاليِّين، ومُنْذ ذلك الحين أصبحت جزيرة بيت معقلَ المُقاومة العربيَّة والسواحليَّة للبُرتغال. وبعد مُناوشاتٍ طويلة استمرَّت لسنين، أبحرَ السّلطان العُمَانيّ سيف بن سلطان اليعربي في سنة 1696 مع أسطولٍ كبيرٍ يتضمَّن ثلاثة آلاف رجلٍ وضربَ الحصار على مُومباسا، وهي أهمُّ المدن السواحليَّة آنذاك. استمرَّ الحصارُ لثلاثة وثلاثين شهراً، أي ما يزيدُ عن العامَيْن، ورُغْم التعزيزات الكبيرة التي وصلت إلى حصن يسوع في مُومباسا، إلا أنَّ المدينة سقطت أخيراً في شهر ديسمبر من عام 1698، وكان سُقوطه عاملاً حاسماً في انتهاء سيادة البُرتغال على شر أفريقيا. وبعدها بفترةٍ استولى العُمانيّون اليعاربة على زنجبار وكيلوا وبيت، وبذلك سقطت آخرُ المراكز البرتغالية في السَّاحل للأبد (ما عدا موزمبيق). وخلالَ عهد أسرة اليعاربة بدأت عُمَان بتأسيس أولى علاقاتها السياسيَّة والاقتصاديَّة مع دول أوروبا، وبنت علاقاتٍ جيّدة مع العديد منها. وقد زارَ مندوب شركة الهند الشرقية الإنكليزية عُمَان في عام 1659، واتَّفق مع سلطان بن سيف اليعربي على منح إنكلترا قلعةً في مسقط (ولكنَّه تراجع عن هذه الاتفاقية لاحقاً)، كما كانت لعُمَان علاقة تجارية نشطة مع هولندا. وأما البُرتغال فقد ظلَّت في هذا الوقت عدوَّة للسلطنة العُمَانية، وكانت الأساطيل العُمَانية تُغِير بصُورة مُتكرِّرة على السفن التجارية البرتغالية، وتقطعُ عليها طرق تجارتها في المُحيط الهندي وحول الإقليم السواحلي. ورُغْم أن البرتغال فقدت وُجودها في الإقليم السواحليّ منذ مطلع القرن الثامن عشر، ولكنَّها حاولت العودة إليه مرَّة أخيرة، حيث شنَّ الأسطول البرتغالي هجوماً مُشتركاً على مدينتي مسقط وزنجبار في عام 1729 (1142 هـ)، إلا أنَّ الهجوم فشل، ومع أنَّ البُرتغال نجحت في نفس الفترة بغزو مدينة مومباسا وجزيرة بيت وإنزال حاميتها فيهما، ولكن أهالي المدينتين ثارُوا على الحاميات الأجنبيَّة وعاثُوا بحُصونها فساداً، وانسحب آخر جندي برتغاليّ من مومباسا والسَّواحل الأفريقية في شهر نوفمبر سنة 1729.

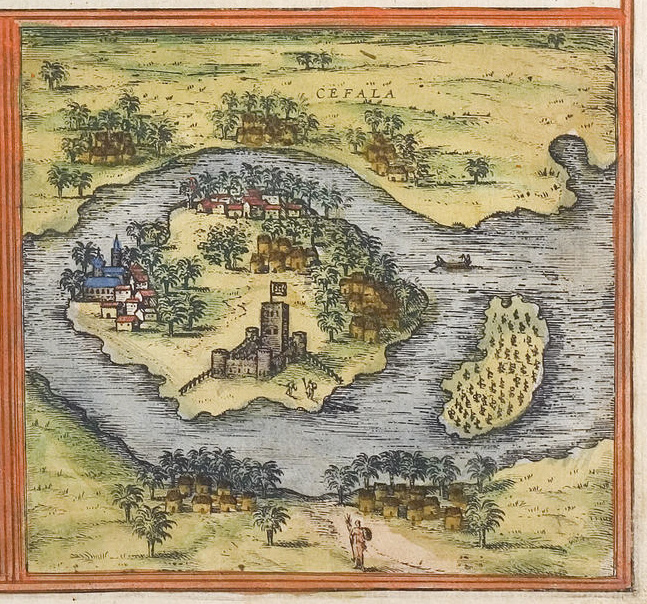
كانت مدينة سفالة (الظَّاهرةُ في هذا الرَّسم) واحدةً من أكثر المُدُن السواحيليَّة ثراءً وازدهاراً بفضل تجارة الذَّهب، ولكنَّها فقدت أهميَّتها بعد الغزو البرتغالي في بداية القرن السَّادس عشر، واندثرت بعد ذلك بحيثُ لم تبقَ منها سوى أطلال.

وخلال تلك الفترة تدهورت دولة اليعاربة وفقدت قوَّتها في عُمَان بصورة مُتسارعة، ففي السنوات الأخيرة من حُكْم سلطان بن سيف تمرَّد عليه شقيقُه وطالبه باعتزال الحُكْم، ووقعت حربٌ داخليَّة في عُمَان، وانتصرَ فيها سيفٌ بن سلطان على شقيقه. ودخلت الدولة بعد ذلك فترةً من الاستقرار حتى وفاة الإمام سلطان الثاني اليعربي في سنة 1718 (1131 هـ)، وعندها تفكَّكت الدولة وانجرَّت عُمَان إلى حالةٍ من الصّراع ما بَيْن الأئمة العُمَانيِّين مع بعضهم وما بين عُمَان والدولة الفارسيَّة (برئاسة نادر شاه) التي كانت تُسيطرُ على الجانب الآخر من الخليج العربي. وقد استعانَ بعضُ آخر سلاطين اليعاربة بالحاكم الفارسي نادر شاه لمُساعدتهم في الحفاظ على حُكْمهم، فأرسل هذا قوَّاتٍ ضربت الحصار على مدينتي مسقط وصحار، وكان والي صحار في ذلك الحين أحمد بن سعيد البوسعيدي، وقد نجحَ بالدّفاع عن مدينته لمُدَّة تسعة شهور، ممَّا أتاحَ لهُ في النهاية عقد اتّفاقية مع نادر شاه انتهت بتراجُع الفرس وتركهم عُمَان عدَّة سنوات. وعندها اشتهرَ أحمد البوسعيدي وذاع صيته، وبُويِعَ - في إثر ذلك - سُلطاناً لعُمَان في سنة 1744 (1157 هـ)، وبهذا انتقلت السلطنة العُمَانية (والإقليم السواحليّ معها) إلى حُكْم عائلة آل بو سعيد.

### سيطرة عُمَان على الإقليم السواحليّ

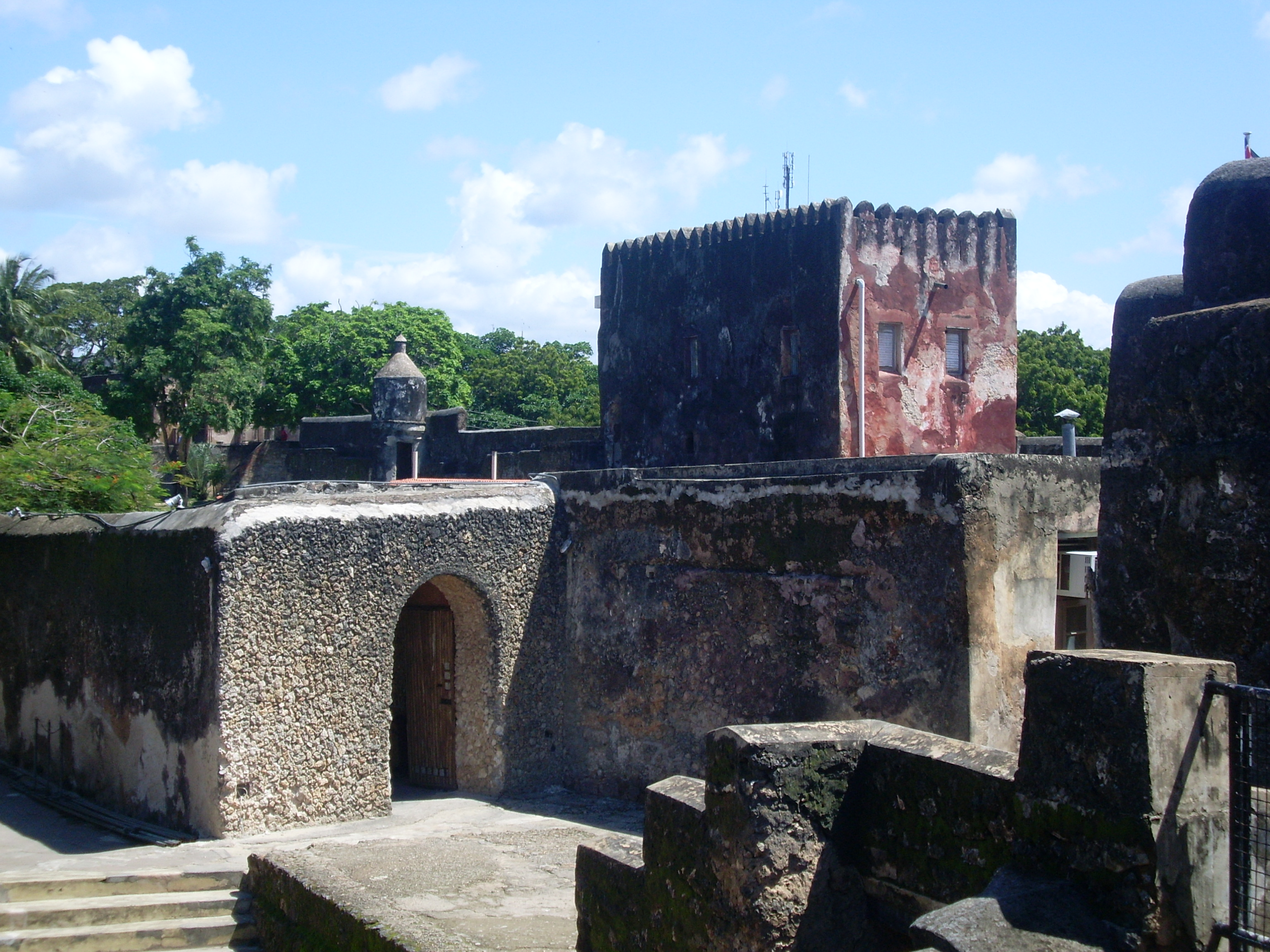
جانبٌ من حصن يسوع في مومباسا، الذي كان له دورٌ جوهريّ في الحرب ما بين السلاطين البوسعيديِّين والمرزوعيِّين.

خلال فترة الصّراعات الداخليَّة في عُمَان، سعى حُكَّام المُدُن السواحليَّة إلى أن ينؤوا بأنفسهم عن العُمَانيِّين والبرتغاليِّين على حدِّ سواء، ولذا - استغلالاً لتدهور قوَّة السلاطين العُمَانيِّين - استفادت هذه المدن من الفرصة واستقلَّت بدءاً من حوالي العام 1719. وحظيت مُدُن كيلوا وزنجبار وجزيرتا لامو وبيت في هذه الفترة بحالة حكم ذاتي، وأما مومباسا فقد اكتسبت نُفوذاً عظيماً في السَّاحل مع استقلاليَّتها وحُرِّيَّتها الكبيرة، وتولَّت سدة الحُكْم فيها أسرة عُمَانية تُدعَى آل مزروع. وكان المزروعيُّون عائلة مناوئين للأسرة البوسعيدية التي بدأت باكتساب النّفوذ في عُمَان آنذاك، ولذلك تمرَّدوا على البوسعيديِّين واستولوا على مدينة مومباسا. وفي سنة 1746 مدَّ المزروعيّون سُلطتهم فاستولوا على جزيرة بمبا، ولاحقاً على ماليندي، وأسَّسُوا علاقة تعاونيَّة وثيقة مع جزيرة بيت، وامتدَّ سُلطانهم حتى استتبَّت لهُم السَّيطرة على ما يُقارب 300 كيلومترٍ من سواحل شرقي أفريقيا. ولكن المزروعيِّين اصطدموا، مع نهاية القرن الثامن عشر، بمدينة سواحليَّة أخرى بدأت بُمنافستهم على نفوذهم، وهي جزيرة لامو. اشتبكَ أسطول لامو مع سُفُن جزيرة بيت ومومباسا في معركة بحريَّة تُسمَّى معركة شيلا في عام 1810 (تقريبياً)، ودُمِّرَت في هذه المعركة أساطيل بيت ومومباسا، وكانت هذه بداية انهيار استقلاليَّة الإقليم السواحلي وضمِّه إلى سُلْطان عُمَان. حيث أنَّ الطرف المُنتصر، وهو حاكمُ جزيرة لامو، بادرَ إلى الاستعانة بسلطنة عُمَان في حماية ممُتلكاته الجديدة، وطلب من السلطان البوسعيدي أن يُرسِلَ إليه حامياتٍ تُعينُهُ في حراسة المُدُن السواحليَّة.
وفي عام 1785 نجحَ البوسعيديّون بالاستيلاء على كيلوا، وتمكَّنُوا من رفع اقتصادها وجلب الازدهار لهُ عن طريق الاهتمام بتجارتي العاج والعبيد الأفارقة، الذين كانُوا يجلبُون إلى موانئ كيلوا بالآلاف لبيعهم إلى التجَّار الجانب. وكانت هذه التجارة نشطةً جداً مع فرنسا بصُورة خاصَّة، حيث كان المُحافِظ الفرنسي في موريشيوس يشتري ألف عبدٍ زنجيّ كلَّ سنةٍ ليعملوا في حراثة مزارع جزيرته الشَّاسعة دُون مقابل. ومع اعتلاء سعيد بن سلطان البوسعيدي الحُكْم في مسقط في سنة 1806، بدأت عُمَان باكتساب ذروة نُفوذها على الإقليم السواحليّ ووُصول قمَّة مجدها. وفي هذا الوقت كان سلاطين عُمَان قد نجحوا، على مدى عشرات السّنين، بالحفاظ على استقرار حُكمهم في مدينة زنجبار التي أصبحت معقلهم في السَّاحل، ولم يقعَ فيها أي تمرّد ناجحٌ عليهم. ولهذا السَّببِ بدأ العُمَانيّون بالإعلاء من شأن زنجبار، فازدهرت الحركة التجاريَّة في المدينة، وعمَّ فيها الرّخاء والازدهار الاقتصادي، بل وأمرَ السّلطان سعيد - لاحقاً - بجعلها عاصمة البلاد وتوسعتها وتقويتها وتحصينها. ولم تكُن زنجبار أهمَّ المُدُن السواحليَّة قبل ذلك، بل كانت مُومباسا (الواقعة تحت سُلطة آل مزروع) هي المدينة التي شغلت هذا المنصبَ لقُرونٍ عديدة، ولكن مع تنامي زنجبار المُتسارِع أصبحت مُنافسةً عظيمةً لمُومباسا في قوَّتها التجارية. ومُنذ بداية القرن التاسع عشر بدأت العلاقات بين السلطان البوسعيدي في مسقط والسلطان المزروعي (عبد الله بن أحمد) في مومُباسا بالتوتّر بصُورة شديدة، حيث كان المزروعيُّون يُغيرون على المدن السواحليَّة التابعة لعُمَان، وتعودُ أساطيل السّلطان العُمَاني فتستعيدُها. ولكن الكفَّة رجحت للسلطان في مسقط، ففي سنة 1822 انتزع العُمَانيّون جزيرة بمبا من المزروعيِّين، ومن ثمَّ استولوا على جزيرة بيت بعد إرسال أسطولٍ من أربعة آلاف رجلٍ لفتحها.

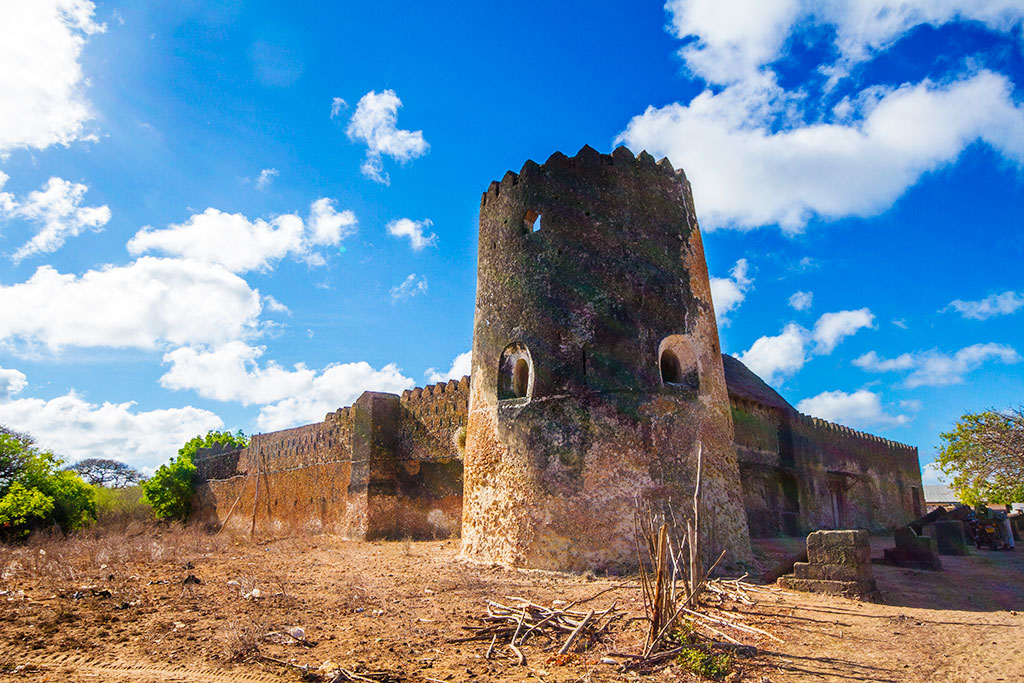
أمَرَ الحاكمُ الأفريقي العربي «بوانا مكاتا» ببناء هذا الحصن (حصن سِييُو) في جزيرة بيت أثناء القرن التاسع عشر، وذلك لحمايتها من هجمات سلاطين عُمَان البُوسعيديِّين.

### فتحُ مومباسا

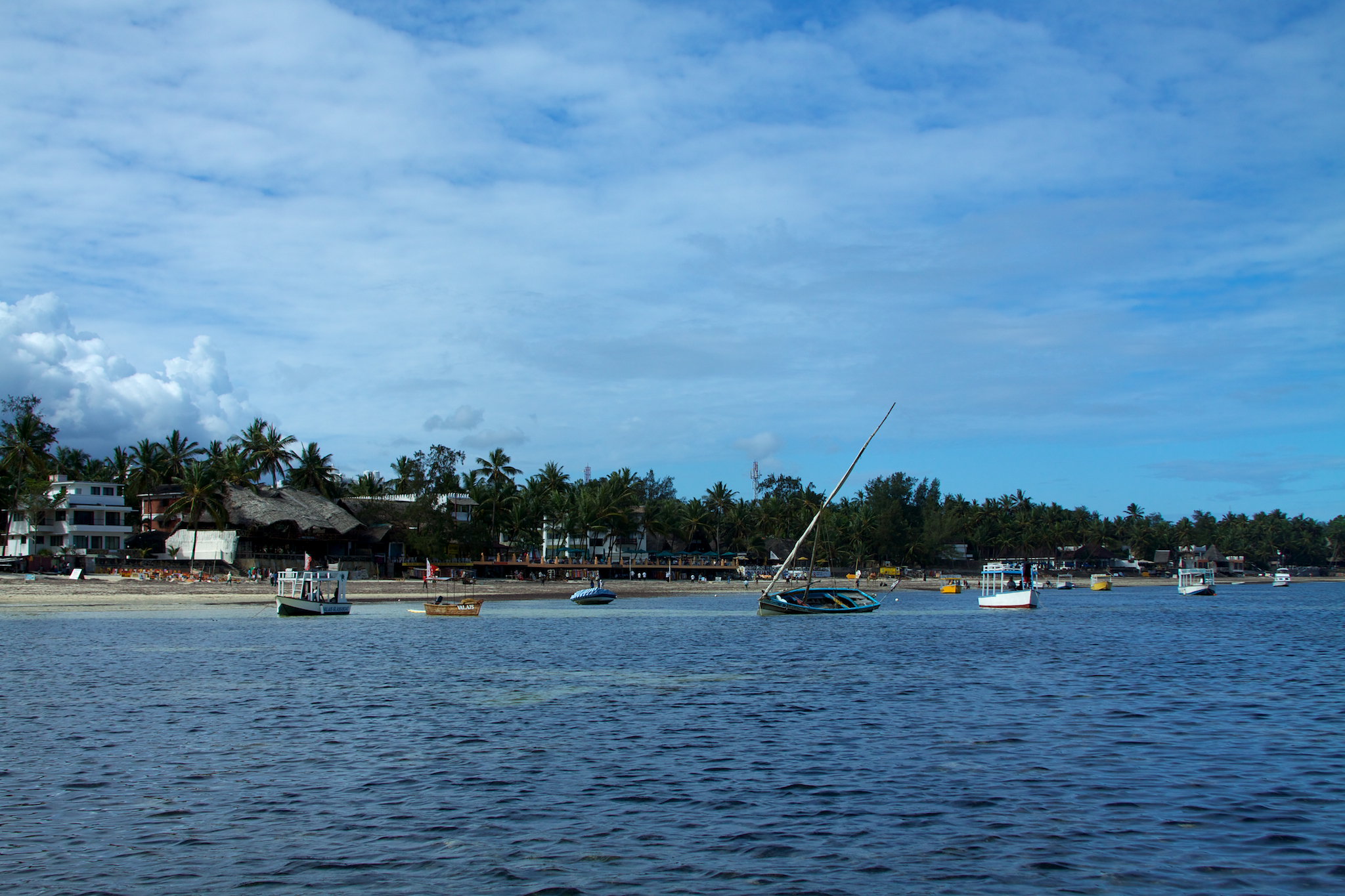
شواطئ مومباسا المعاصرة.

ومع تصاعُد الصّراع بين مسقط ومُومباسا وانهزام المزروعيِّين، لجأ السّلطان عبد الله بن أحمدٍ إلى طلب العَوْن من بريطانيا. ففي شهر أبريل سنة 1823 تقدَّم السّلطان المزروعي بطلبٍ إلى الإمبراطورية البريطانية لوضع مُومباسا تحت حمايتها وصدِّ الهجمات البحريَّة العُمَانيَّة عنها. ولكن الحُكومة البريطانية رفضت هذا الطَّلب، حيثُ إنَّها كانت مُتحالفةً بالفعْل مع السّلطان البوسعيدي في مسقط. ولكن حدثَ بعد هذا بشهور، وذلك في شهر ديسمبر سنة 1823، وأن رَسَت في موانئ مُومباسا سفينةٌ من البحريَّة البريطانية اسمُها بارَّاكوتا (بالإنجليزية: Barracouta)‏، حيث كانت في مهمَّة علميَّة لتصحيح خرائط سواحل شرقيِّ أفريقيا الموضوعة سابقاً. واغتنمَ السلطان المزروعي الفُرصة على الفَوْر ليطلبَ العَوْن منها، فقابلَ قُبْطان السفينة واستجدى منهُ حماية مُومباسا، ورُغْم عدم موافقة مسؤولي شركة الهند الشرقيَّة على التعاون مع المرزوعيِّين، إلا أنَّ قُبطان السفينة (واسمه أوِين) قرَّر أن يتجاهل هذه الأوامر، وبادرَ بصُورة شخصيَّة إلى رفع العلم البريطاني فوق قلعة مُومباسا وإعلان الحماية عليها وانتظار المزيد من المُفاوصات مع حكومته. وفي تلك الأثناء وصلَ الأسطول العُمَاني الذي ضرب حصاراً على المدينة، ولكنَّه وجدها واقعةً تحت حماية بريطانيا. إلا أنَّ حكومة بريطانيا - في الشّهور اللاحقة - رفضت العرض المُتكرِّر اللسّلطان المرزوعي (الذي كان يودّ التّنازُل لها عن مدينة مُومباسا)، وأمرت سُفُنها بالانسحاب، وبهذا أنزلَ العلم البريطاني من على الحَصْن في ليلة 29 يوليو سنة 1826 وغادرت السّفن البريطانية ميناء المدينة.
ومع رفع الحماية البريطانية أصبحت مُومباسا ضعيفة، فأرسل إليها السّلطان سعيد أسطولاً من إحدى عشرة سفينة يركبُها 1,200 رجل، وضربَ الأسطول الحصار على مُومباسا، فبادرَ حاكُمها إلى طلب التفاوض، واتُّفقَ في عام 1828 على عقد هُدنة بين الطرفين بشَرْط أداء الحاكم المرزوعيِّ ضريبةً تُعادل نصفَ وارداته إلى سُلْطان عُمَان. وقد خرق السّلطان سعيد شُروط الهدنة لاحقاً، فعادَ الصّراع بينه وبين المرزوعيِّين مرَّة أخرى، وأرسل السّلطان حملاتٍ بحريَّة مُتواليةً لفتح مُومباسا، ولكنَّها هُزِمَت جميعاً. ولكن حدث خلال سنة 1835 وأن تُوفّي السلطان سالم المزروعي، فوقعت خلافاتٌ ومعارك ما بَيْن عائلته لوراثة حُكْم المدينة. واستفادَ السّلطان العُمَاني من هذه الفُرصة، فعقدَ مُفاوضاتٍ مع أسرة آل مزروع، وفي إحدى جلسات المُفاوضات قبضَ عليهِم جميعاً ودخل المدينة دُون قتال في سنة 1837، وبهذا استتبَّب الحُكْم العُمَاني في الإقليم السواحليّ، وبسطت أسرة بوسعيد سيطرتها على شرق أفريقيا.

### قيامُ سلطنة زنجبار

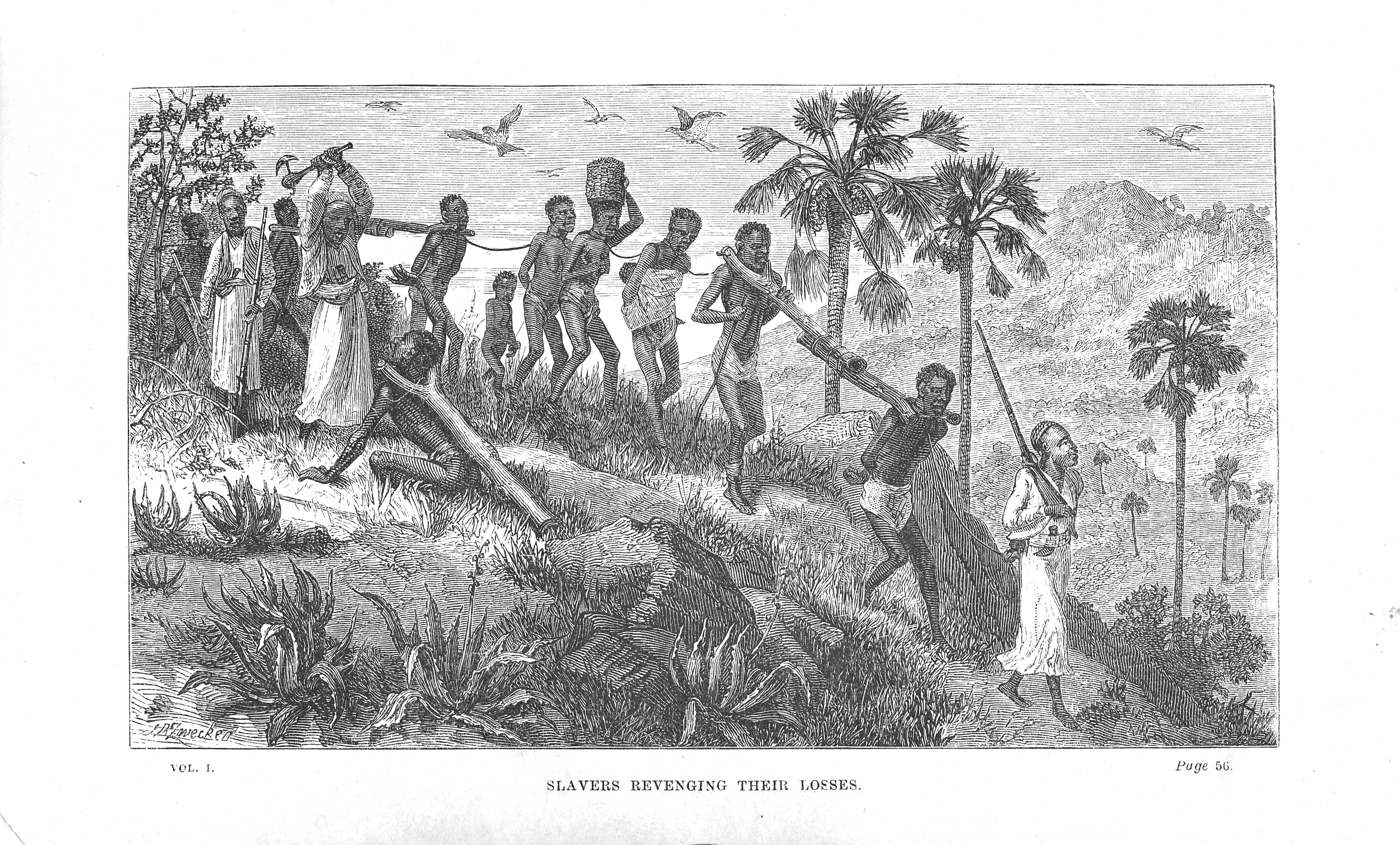
تجَّارٌ عربٌ يصطحبون مجموعةً من الرَّقيق بجوار نهر روفوما في موزمبيق الحديثة، سنة 1866. أرَّخ هذا الحادث المستكشف الأسكتلندي ديفيد ليفينغستون، حيث قال أنَّه شاهدَ هذه المجموعة من العبيد أثناء تجواله في شرقي أفريقيا، ووجدَ ورائهم جثَّة امرأة أفريقية مربوطة إلى شجرة، وعندما سأل الأهالي المحليِّين عنها، أخبرُوه أن التَّاجر العربيَّ قتلها لأنها كانت بطيئة جداً بحيث عَطَّلَت مسيرة باقي العبيد، ولأنه لم يشأ لأحدٍ غيره أن يحظى بها.

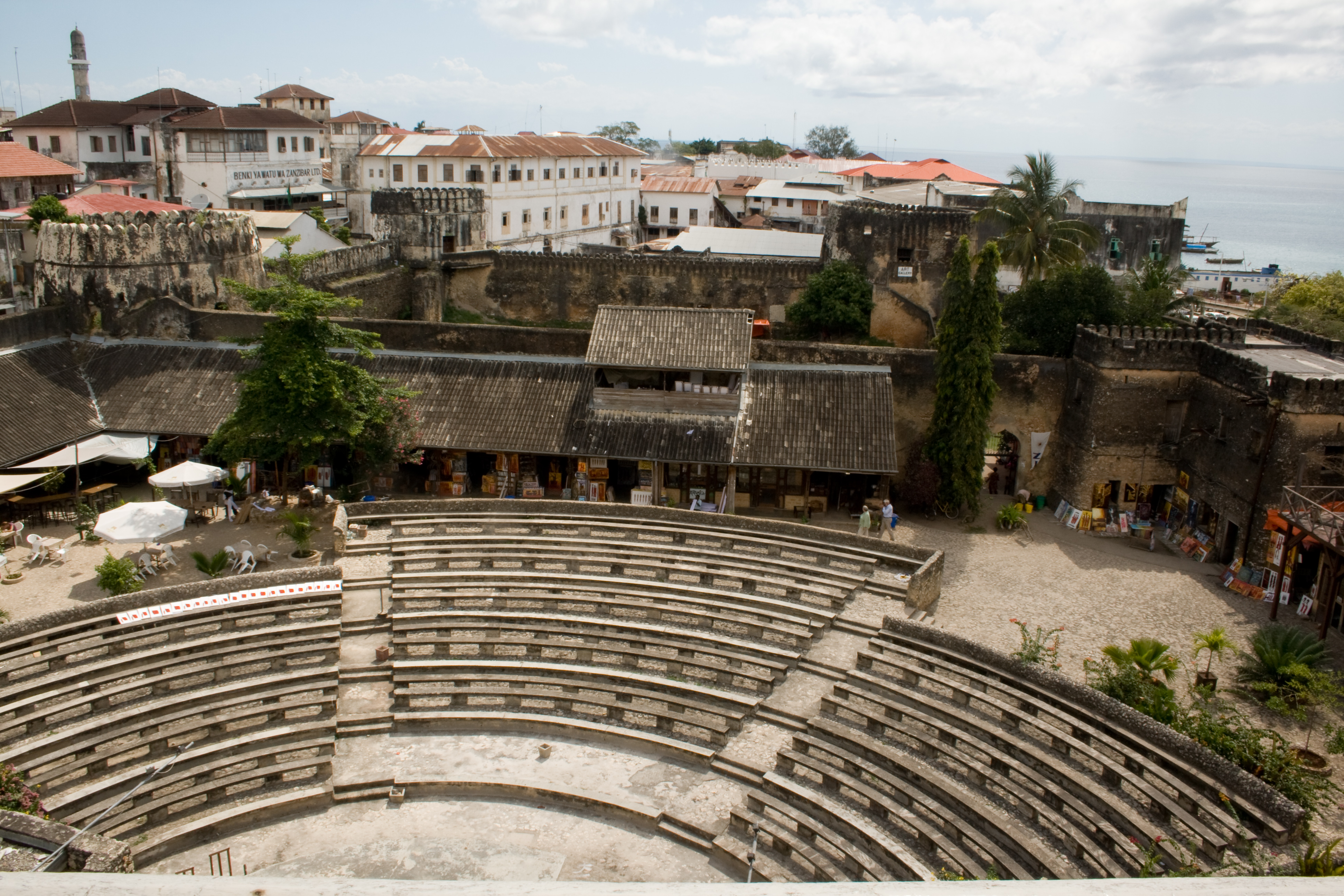
الحصنُ القديم في مدينة زنجبار، بناهُ العُمَانيّون لحماية المدينة من الغزوات البرتغاليَّة.

بعد فتح مُومباسا أحكمَ السّلطان العُمَاني سعيد قبضته على كامل الإقليم السواحليّ، امتداداً من مقديشو شمالاً وحتى الحدود الحاليَّة بين دولتي موزمبيق وتنزانيا، كما أقامَ علاقاتٍ دبلوماسيَّة وثيقةً مع الدّول الأوروبيَّة وحلفاً مع بريطانيا. وفي سنة 1832 انتقلَ مقرّ إقامة السّلطان سعي إلى مدينة زنجبار الحجريَّة القديمة، وفي عام 1840 أمر السّلطان رسمياً بنقل عاصمة الدولة من مسقط إلى زنجبار، وبهذه الخُطوة أصبحت مدينة زنجبار مركز الإقليم السواحليَّ السياسي والاقتصادي. وكان الدَّخلُ الأساسي للسَّلطنة يعتمدُ على الزّراعة التي اشتغلَ فيها الرَّقيق الزّنوج، حيث أنتجت مزارعُ زنجبار العديد من أنواع البهارات التي كانت تُبَاع لتُجَّار الهند وأوروبا، بل وتوسَّعت التجارة العُمَانية في الدَّاخل الأفريقي لتصل مدينة تابورا الواقعة على مسافة مئات الكيلومترات من السَّاحل في غرب تنزانيا. ولكن السّلطان العُمَاني سعيد تُوفِّيَ في عام 1856، وبوفاته انتهى العصرُ الذهبيّ للسلطنة، وبدأت مرحلة التدهور والتفكُّك، وكان . وانقسَمَت دولته ما بين اثنين من أبنائه. حيثُ آل الحُكْم في عُمَان إلى ثويني، بينما انتقلت زنجبار - ومعها سائرُ شرق أفريقيا - إلى السّلطان ماجد بن سعيد. ومُنْذ ذلك الحين تحوَّلت سلطنة عُمَان وسلطنة زنجبار إلى دَوْلَتين مُستقلَّتَيْن، واعترفت بريطانيا بهذا التقسيم، واستمرَّت سُلالتان مُختلفتان بحُكْم كلِّ واحدةٍ من الدَّولَتَيْن.
كانت سلطنة زنجبار تعتمدُ بصُورة شديدةٍ على المُتَاجرة بالرَّقيق الأفارقة في تحصيل ثرواتها الكبيرة. وتُشير العديد من السجّلات التاريخيَّة إلى أنَّ أعداداً هائلةً من الرَّقيق كانُوا يُعْرَضُون للبيع بصُورة مُنتظمة في أسواق شرقي أفريقيا تحت سُلْطة العُمَانيِّين. فعندما زار الربَّان الإنكليزي سمي (بالإنجليزية: Smee)‏ ميناء زنجبار في سنة 1811، قالَ أنه وجدَ في أسواق المدينة ما يربو على 150,000 عبدٍ يُعانُون من ظروفٍ معيشيَّة مأساويَّة. وفي سنة 1839 قدَّرَ القُبطان روبرت كوغان (بالإنجليزية: Robert Cogan)‏ عدد الرَّقيق الذين كانوا يُبَاعُون في أسواق زنجبار سنوياً بنحو 40,000 إنسان. ولم يكُن هؤلاء الرَّقيقُ يُبَاعُون للحكومات والتجَّار الأجانب فحسب، بل كان الآلافُ منهُم عُمَّالاً يقضُون ساعاتٍ من العمل الشاقِّ بحراثة مزارع المُدُن السواحليَّة للتُجَّار الأغنياء في زنجبار وغيرها. ففي سنة 1850، قدَّر المُستشار الإنكليزي آتكينس هامرتون (بالإنجليزية: Atkins Hamerton)‏ عددَ العبيد الزُّنوج العاملين في حُقول جزيرتي زنجبار وبمبا بما يُقارِبُ 450,000 شخص، وكانت هذه الحقول هائلةً بحيث أنَّها أنتجت مُعظم القرنفل في العالم بأكمله آنذاك. وقد شجَّعَ السّلطان سعيد هذه التجارة وجميع أشكال التّجارة الأخرى مع الأجانب، حيث أنَّه عقدَ مُعاهداتٍ تجارية مع الولايات المتحدة سنة 1833، وبريطانيا سنة 1839، وفرنسا سنة 1844، والرابطة الهانزية سنة 1860. وكانت القاعدةُ الثابتة في جميع التَّعامُلات التجاريَّة بالمُدُن السواحليَّة هي أن للسّلطان العُمَاني ضريبة تُعادل 5% على كافَّة البضائع الصَّادرة، ممَّا جلبَ لهُ ثراءً عظيماً. وكانت أهمُّ الصَّادراتُ التي تاجرَت بها زنجبار وجلب لها ثرائها هي الرَّقيق الأفارقة، ومن ثمَّ العاج الذي كان يُستَخرجُ بعد صيد الفيلة، وفي المرتبة الثالثة القرنفل الذي أمرَ السّلطان سعيد بأن يُزرعَ منه في كلّ أراضي زنجبار عددٌ أكبرَ من نخيل جوز الهند.
تُوفِّيَ أول سلاطنة زنجبار في عام 1870، فخلفه شقيقه برغش بن سعيد، واستمرَّ بالحُكْم حتى وفاته سنة 1888، وفي عهده خسرت سلطنة زنجبار استقلاليَّتها. فقد قرَّرت دولتا بريطانيا وألمانيا اقتسام أملاك سلطنة زنجبار على القارَّة الأفريقية ما بينهُما، وأما جزيرة زنجبار نفسها فوُضِعَت تحت الحماية البريطانية، وأدَّى ذلك إلى سحب مُعظم صلاحيَّات السّلطان، وعدم السَّماح للسَّلاطين بالبقاء في سدَّة الحُكْم إلا لو كانوا مُوالِين لبريطانيا، وإلغاء تجارة الرَّقيق التي كانت قد جلبت الثَّراء الهائل لتجَّار زنجبار، حيثُ كان السياسيُّون البريطانيُّون يُطالِبُون عُمَان بإلغاء الاتجار بالرَّقيق مُنذ عشرات السنين قبل أن يُسيطروا على زنجبار.

## التاريخ الحديث

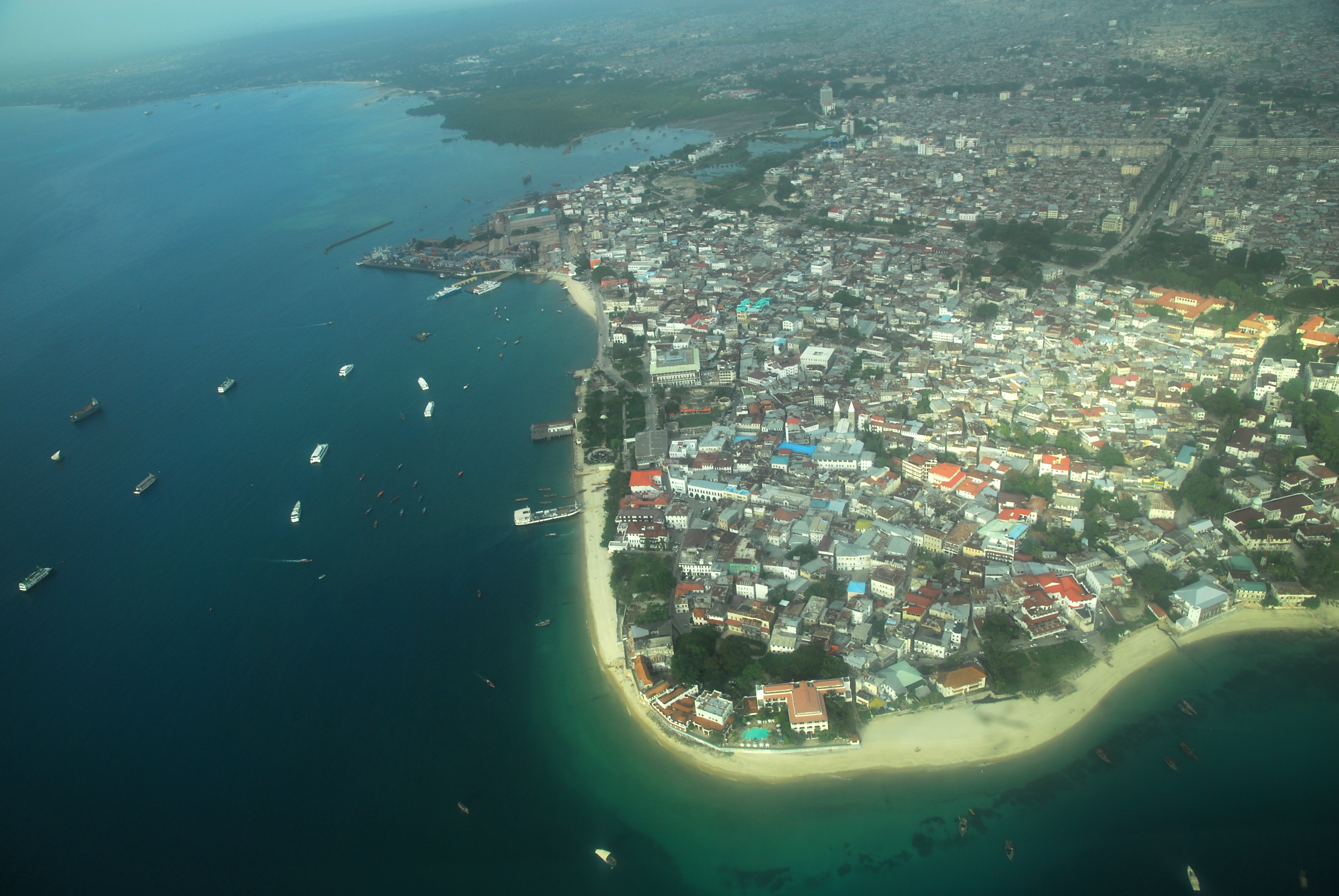
مدينة زنجبار الحديثة وميناؤها من الجوّ.

شهدَت نهاية القرن التاسع عشرَ مرحلةً من التَّدَافُع الاستعماريّ على أفريقيا، جاءت واحدةٌ من أهمِّ خُطواتها في مؤتمر برلين 1884 الذي أدَّى لتقسيم الغالبيَّة العُظمى من مساحة القارَّة ما بيْن دُول أوروبا. ولكن لتحظى كلُّ دولة بسُلْطتها الاستعماريَّة كان عليها أولاً ترتيب الأمر مع القوى الأوروبية الكبرى، لتضمنَ أن لا يُنازِعها أحدٌ في سُلْطتها. وقد أمَّنَت بريطانيا نُفُوذها في زنجبار عن طريق سلسلةٍ طويلةٍ من المُعاهَدات مع جيرانها. فوفقاً للمعاهدة الأنغلو ألمانية اعترفت ألمانيا بالحماية البريطانيَّة على زنجبار مُقابِل اعتراف بريطانيا بالأحقيَّة الألمانية في عدَّة مُستعمراتٍ بغرب أفريقيا، وأما فرنسا فقد اعترفت بحماية زنجبار مُقابِلَ تصريح بريطانيا بمشرُوعيَّة الاستعمار الفرنسي في مدغشقر، كما حظيت بريطانيا بمُوافقة البُرتغال وغيرها من دول أوروبا. وبعد توقيع عددٍ من الاتفاقيات، بدأت الحماية البريطانية الرسميَّة في زنجبار عام 1890.
بقيت المُدُن السواحليَّة الواقعةُ على شواطئ القارة الأفريقية واقعةً تحت الاستعمار إما البريطاني أو الألماني. فالمُدُن السواحليَّة في كينيا، ومنها مومباسا، وقعت تحت الحماية البريطانية مُنذ عام 1895، ومن ثم أصبحت تابعةً لمُستعمرة كينيا البريطانية سنة 1920، وأخيراً حظيت باستقلالها وحالتها الحديثة في سنة 1963. وأما باقي الإقليم السواحليّ (بما فيه مدينتا كيلوا ودار السلام) فقد أصبح تابعاً لمُستعمرة تنجانيقا الألمانية مُنذ سنة 1891، وبعد الحرب العالمية الثانية خسرت ألمانيا سُلْطتها عليها فأصبحت ملكاً لبريطانيا، وأخيراً حظيت باستقلالها عام 1961 فتحوَّلت إلى دولة تنزانيا الحديثة.

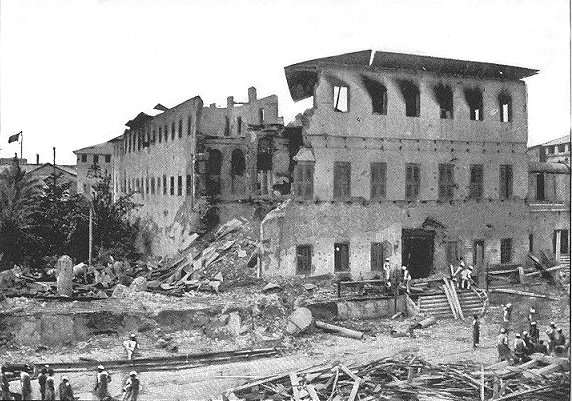
دُمِّرَ قصر السّلطان في زنجبار بعد أن قصفته القوَّات البريطانية في 27 أغسطس عام 1896.

من جهةٍ أخرى، ظلَّت زنجبار - على مرِّ القرن العشرين - تحظى بمُعاملةٍ خاصَّة، فهي لم تكُن مستعمرة أوروبيَّة تماماً، بل كانت خاضعةً (اسمياً) لسُلْطة السلاطين العرب طوال فترة الحماية البريطانية. وكانت الحُكُومة البريطانيَّة تتولَّى تعيين السَّلاطين المُوالِين لها في زنجبار وتتحكَّمُ فيهم، ولم يقع سوى استثناءٌ واحدٌ لهذه الحالة في تاريخ سلطنة زنجبار كُلِّه. فبعدَ وفاة السّلطان حمد بن ثويني في سنة 1896 استولى ابن أخيه خالدٌ بن برغش على العَرْش، رُغْم عدم تأييد الحُكومة البريطانية له بل لقريبه حمود بن محمد. وما إن وصلت الأخبارُ للحكومة البريطانية حتى أصدرت بياناً تحذيرياً لخالد بن برغش، طالبتهُ فيه بالتنازُل عن العرش قبل الساعة التاسعة صباحاً من يوم 27 أغسطس من ذلك العام، أو سوف تُعلَنُ عليه الحرب. ورفض خالد ترك منصبه، فكانت تلك بداية الحرب الإنجليزية الزنجبارية. تُعتبر هذه أقصر حربٍ في التاريخ، فبعد 40 دقيقة تقريباً على بداية الحَرْب أعلن جنود خالد استسلامهم، ونصَّبت بريطانيا حموداً بن مُحمَّد سُلطاناً مكانه. في عام 1911 اعتلى عرش السَّلطنة خليفة بن حارب البوسعيدي، وقد كان هو حاكمَ زنجبار لمُعظَم تاريخها الحديث، حيث لم ينتهي حُكمه إلا بوفاته في سنة 1960. وبعد وفاته بثلاث سنواتٍ منحت بريطانيا لزنجبار استقلالها، وبذلك أصبحت سلطنة زنجبار دولةً ذات سيادة.
مُنذ انتهاء فترة حُكْم السّلطان خليفة، التي دامت لما يُقارب نصف قرن، غرقت زنجبار بحالةٍ من الاضطراب السياسي. فقد كان يُعتَبر السّلطان (في هذه المرحلة) محضَ حاكمٍ اسميّ لزنجبار، وكان يُفترض أن السّلطة الحقيقيَّة في أيدي أحزابٍ سياسية ينتخبُها الشعب، ولكن الانتخابات النيابيَّة انتهت بمُحافظة العرب على سُلْطتهم في البلاد، ممَّا أصَاب الأحزاب الأفريقية بالإحباط. ومع ذلك احتفلَ السّلطان الزنجباري برحيل آخر جنديّ بريطاني عن بلاده في 12 ديسمبر عام 1963، وأعلنَ ذلك يوم الاستقلال الزنجباري، وحظيت دولة سلطنة زنجبار المُستقلَّة بعضويَّة في الكومنولث البريطاني. ولكنَّ هذه الدولة لم تستمرَّ بالوُجود إلا لمُدَّة شهرٍ واحد. ففي ليلة 12 يناير سنة سنة 1964 وقعت ثورة زنجبار، حيث هاجمَ عدَّة مئاتٍ من الأفارقة المُسلَّحين مقرَّات الحُكومة في زنجبار وأطبقوا سيطرتهم عليها، وخلعوا السّلطان العُمَاني وحكومته، وبهذا أنهوا الحُكْم العَماني الذي سادَ لأكثر من قرنين على الجزيرة، كما أسقطُوا آخر حكومة عربيَّة في الإقليم السواحليّ.
بعد سيطرة الأفارقة على سدَّة الحُكْم في زنجبار، بدأ جُنودهم المُسلَّحُون بمُهاجمة القرى وارتكاب مذابح بالأقليَّات العرقيَّة من العرب والهنود الذين كانوا يسكنُون الجزيرة، حيث كان لدى السُكَّان الأفارقة حقدٌ على العرب والآسيويِّين لأنَّهم تبوَّؤوا مُعظَم المناصب السياسيَّة والاقتصادية المُهمَّة في بلادهم. ويُقدَّر عددُ قتلى هذه الهجمات بما يربُو من 20,000 إنسان، فضلاً عن 26,000 زُجَّ بهم في المُعتقلات. وعدا عن ذلك، هاجرَ المئاتُ من القوم السواحليِّين إلى البلاد العربيَّة مُنذ سقوط سطلنة زنجبار في سنة 1964، حيث يُقدَّر عددُ المُهاجرين الذين رحلوا عن زنجبار بعد الثورة بحوالي 100,000 شخص، كما وقد تَزَايدت أعدادُ المُهاجِرين إلى العالم العربي وأوروبا وأمريكا الشمالية بوتيرةٍ كبيرة مُنذ نهاية القرن العشرين بسبب تردِّي الأحوال الاقتصادية في المنطقة. بعد انتهاء الثورة، صعدَ إلى السّلطة عبيد كرومي ليُصبح أول رئيسٍ لجمهوريَّة زنجبار، ولكن لم يلبَث في السّلطة سوى لثلاثة شهور، ومن ثمَّ عملَ على توحيد جزيرة زنجبار مع دولة تنجانيقا في الدَّاخل الأفريقي، ووُلِدَت من هذا الاتحاد جمهورية تنزانيا الحاليَّة.

## الحضارة السواحليَّة

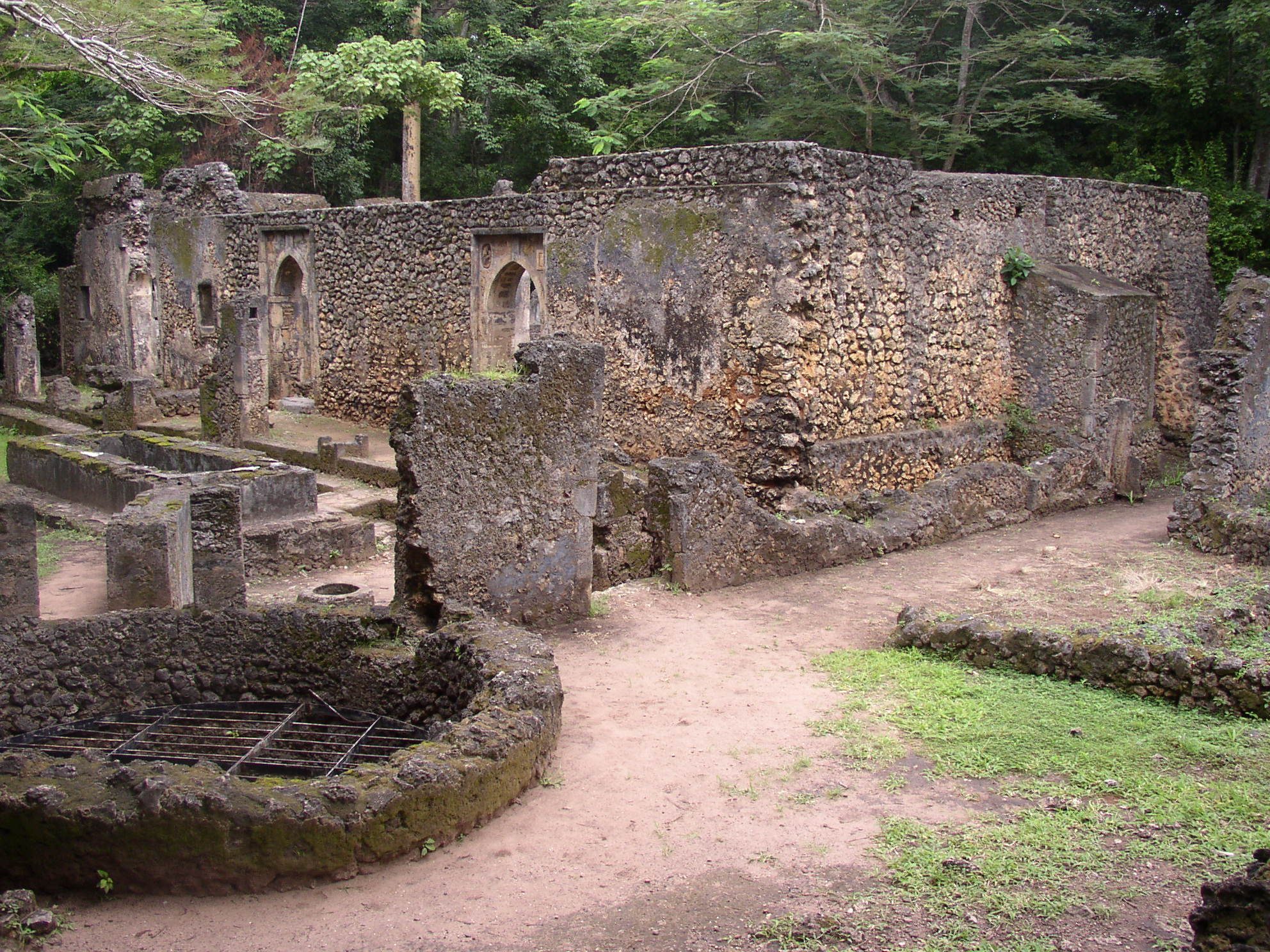
أطلالُ المسجد الكبير في بلدة جيداي القديمة، إحدى المُدُن السواحليّة المُندثرة.

وصلَ أقوامُ البانتو إلى الساحل الشرقي لأفريقيا في القرون الأخيرة قبل الميلاد، وبدؤوا عندها بتأسيس مُدنهم وحضارتهم على امتداد هذه الشواطئ الاستوائية التي لم تكُن مأهولةً سابقاً، وقد كَوَّن هؤلاء السكان الأوائل مهارةً سريعةً في صيد الأسماك وبناء الزوارق التي صنعوها من جُذُوع أشجار المانغروف، ممَّا سمح لهُم بالاستقرار بجوار البحر والاحتكاك للمرَّة الأولى بالسُّفن التجاريَّة الأجنبية التي تمرُّ بجوارهم. بنى السُكَّان الأفارقة القدماء منازلهم الدَّائمةَ الأولى في مدن السَّاحل من قطعٍ من المرجان جمعُوها من المُحيط ونحتوها بدقَّة على شكل قطعٍ للبناء، ومن ثمَّ غطُّوها بالطين والملاط، ولا تزالُ بعضُ الأبنية المُشيَّدة من المرجان باقيةً في هذه المناطق، ومن أهمِّها أطلالُ مدينة جيداي. ساعدتْ الأنهارُ الكبيرة المُتدفّقة عبر أراضي كينيا وتنزانيا وموزمبيق على صُنع اتصالٍ بين السَّاحل والمُدن الداخلية في أفريقيا، ممَّا أتاحَ الإبحار بالزَّوارق إلى تلك المدن وتوسيع الحركة التجاريّة نحوها، فتزايدُ عدد سكانها وازدهرَ النَّشاطُ الزراعي فيها، وكان الطَّعام الذي تُنتجه هذه البلدات الواقعةُ على ضفاف الأنهار الخصْبة أساسياً في تزويد سُكَّان المُدن الساحليَّة بالغذاء والموارد الضروريّة لنموّها.

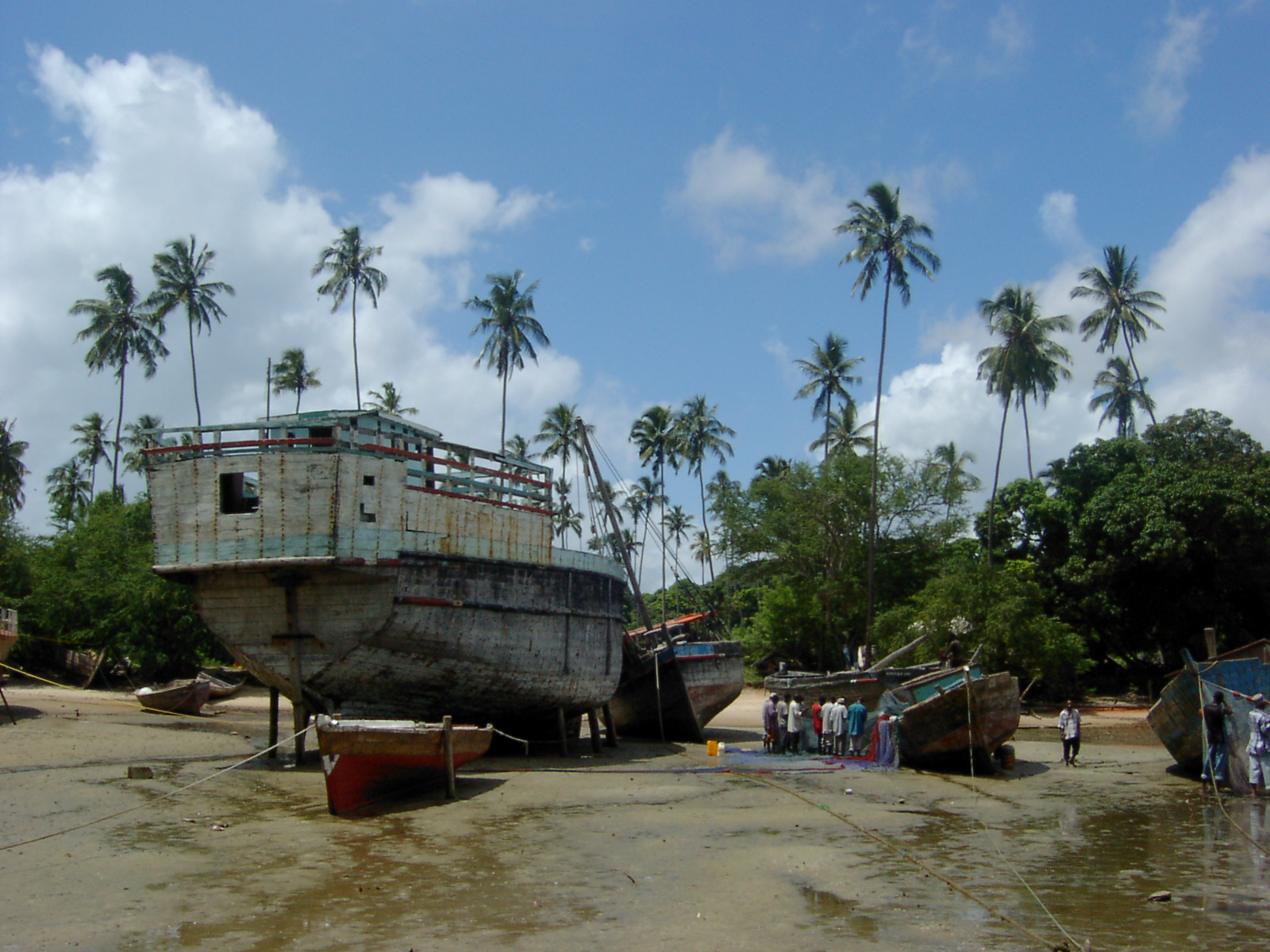
زورق جَهَازي حديثٌ قيدَ البناء على شاطئ في زنجبار.

أبحرَ السواحليُّون بزوارق مُتعدِّدة، كان أصغُرها هو المومتبوي (باللاتينية: Mtumbwi)، وهو زورقٌ طويل يُصنَع من جذع شجرة ضخمٍ مُجوَّف، وعادةً ما اُستعمل لصيد الأسماك حول الشواطئ، ولعلَّه أول نوعٍ من المراكب حاول سُكَّان هذا الإقليم بناءه. من جهةٍ أخرى، صنَعَ هؤلاء الناس أحياناً مراكب ضخمة جداً تصلُ في طُولها إلى أكثر من عشرين مترًا، وكانت تُسمّى الجَهَازي (باللاتينية: Jahazi)، وكانت لها أشرعةٌ مُنتفخة كبيرة ومُؤخّرة مُربَّعة الشكل ومُقدّمة مُقوَّسة، واستطاعت حملَ حوالي 100 راكبٍ دُفعَة واحدة، ولذلك استُخدِمَت في نقل الأشخاص والبضائع التجاريَّة لمسافاتٍ طويلة. وقد كانت الزوارق الجهازيَّة جُزءاً أساسياً من سماتِ الموانئ السواحليَّة في زنجبار وكلوا وغيرهما من المدن. ولا زالتْ تُصنَع مراكب الجَهَازي حتى اليومِ بطريقةٍ مُماثلة تقريباً لكيفيّة صُنعها في العصور الوُسطى.
من أقدم الوثائق التي تصفُ شكل مدينةٍ من المُدُن السواحليّة مخطوطة صينيَّة تعودُ إلى سنة 1225م. تصفُ المخطوطة السُكَّان الأصليِّين لهذه المدن بأنَّهُم يسيرون حُفاة، وهُم يضعُون على أنفُسهم بعض الملابس، لكنهم لا يرتدون قُبَّعاتٍ ولا معاطف، باستثناء الأمُراء والمُلوك منهم، فهُم يرتدون معاطف خاصَّة فاخرةً تُميِّزهم عن غيرهم من عامَّة الناس. تقول المخطوطة أيضاً أنَّ مُعظم المنازل في هذه المدن كانت مصنوعةً من أعساف النخيل بينما تُغطّى سقُوفها بالقشّ، وأما طعامُ أهاليها فلا يتألَّف سوى من الخُبز وحليب الأغنام، وفي المُنَاسبات الخاصَّة يتناولُون اللُّحوم. كانوا أيضاً يصطادون الطيور المُهاجرة بأعدادٍ كبيرة عندما تمرُّ حول مدنهم، وعندما يجرِفُ تيّار المُحيط حوتاً نافقاً إلى الشاطئ فكانوا يهرعُون لاستخراج الزيت من جسده، حيث يستفيدُون منه لإشعال النار في منازلهم وشوارعهم. وقد تاجر سُكَّان السَّاحل، حسب المخطوطة الصينيَّة أيضاً، بسلعٍ من أهمّها العاج والبخور ونباتُ الصبر والعنبر وأصدافُ السلاحف الميّتة.
انقسم المُجتمع الذي عاشَ في المدن السواحيلية إلى طبقتين، هُما طبقة الأغنية (كانت تُسمّى في السواحيلية: Waungwana) والعامَّة (بالسواحيلية: Wazaila). ولا زالت هاتان الطبقتان موجودتَيْن حتى الآن في إقليم الساحل، ولكن جُذورهما تعود إلى العصور الوسطى. وفي الغالب كان أعضاء الطبقة الغنيَّة تجاراً يُصدّرون منتجات الساحل إلى الدول الأخرى، أو سماسرةً جمعوا ثرواتهم بالعمل كوُسطاء بين التجار الأجانب وأهالي مُدنهم، وكانوا يحصلون على ثرواتٍ طائلةً بهذه المهن تُخوّلهم ليعيشوا حياةً من الرخاء. وأما سلاطين المدن السواحليّة فقد كانت لهم ثروات هائلةٌ أيضاً، وكان المصدرُ الأساسيُّ لها هو الضرائب التي فرضوها على التجارة في مُدُنهم فعادت إليهم بالمال الوفير.

## العمارة والحياة في المُدُن السواحليَّة

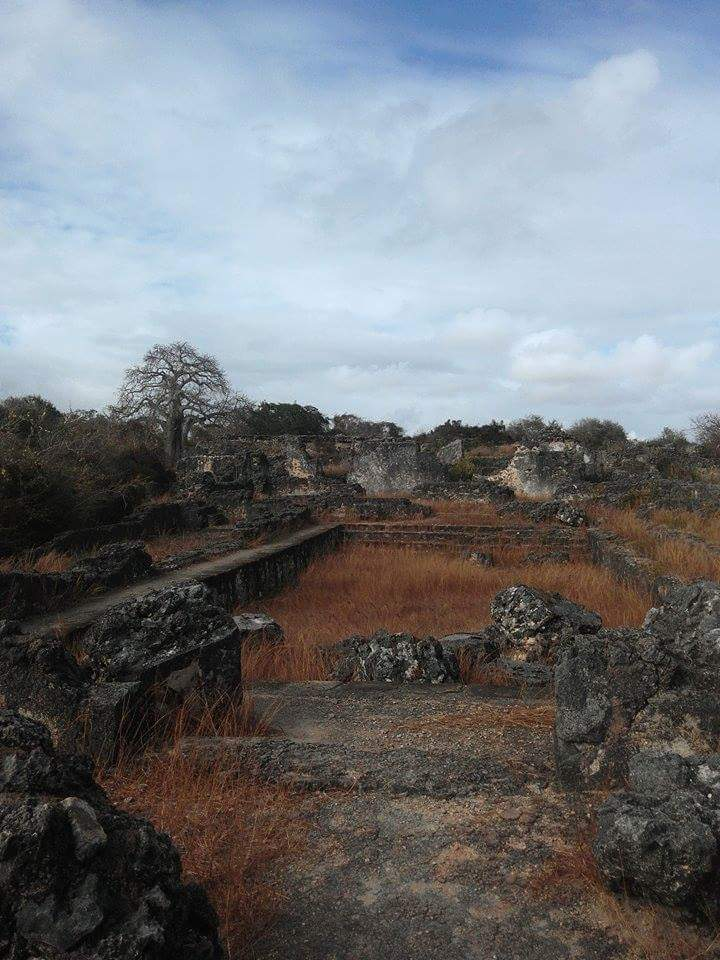
جانبٌ من أطلال قصر حُسُني كوبْوَا الكبير في مدينة كيلوا.

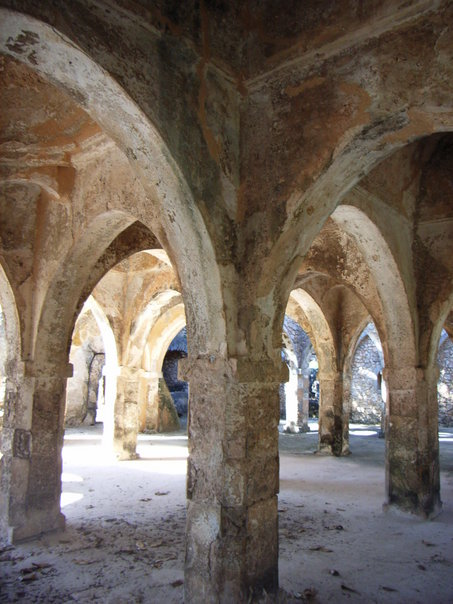
المسجد الكبير في مدينة كيلوا، يعودُ تاريخه إلى مئات السنين، ويمتازُ بنمط العمارة السواحليّ.

يعتقدون المؤرّخون أن المدن السواحيلية اكتسبت صبغتها المعمارية المُميَّزة، من حيث البناء والتصميم، خلال نهاية القرن الرابع عشر ومطلع الخامس عشر، حيث امتزج أسلوب البناء الأفريقي الأصليّ في ذلك الإقليم مع العمارة العربيَّة ليتحوَّلا إلى نمطٍ فنيّ فريد ومُميَّز. وكان هذا النَّمطُ المعماري سائداً في المباني المُهمّة بالمدينة وبيُوت الأغنياء، رُغم أن معظم مساكن السواحليِّين الفُقراء كانت بسيطة في تصميمها. وكانت المعالم الأساسيَّة في مركز المدينة السواحليَّة هي المساجد، وقُبور الموتى ذوي الشأن، والآبار المحفورة عميقاً تحت الأرض. وتموضعَت في وسط المدينة أحياءٌ كبيرة فيها منازل كثيرة مبنيَّة من الحجر، حيث عاش في مثل هذه الأماكن السواحليّون الأثرياء فقط، وكانت تُحيط بكلّ مجموعةٍ من المنازل أسوارٌ تفصلُها عن باقي أجزاء المدينة. ومع تزاحُم البيوت والمباني الحجريَّة والأسوار الكثيرة، كانت الممرَّاتُ التي تسمحُ للمشاة بالتنقّل في المدينة السواحلية أزقّة وشوارع ضيِّقة لا يتعدى عرضُها المترين على الأرجح. ولهذا السَّبب، فإن الوسيلة الأساسية لنقل البضائع والحُمولات في الشوارع كانت بالاستعانة بعرباتٍ يجرّها البشر عوضاً عن الحيوانات. وأما الأطرافُ الخارجية للمُدن فلم تكُن بمثل هذا الازدحام، بل بُنِيَت فيها منازلُ صغيرة مُتباعدة، وكانت مُؤلَّفة من بيوتٍ بسيطة للسكّان الفُقراء لم تُبنَى سوى من الأخشاب والقش، وتواجدت بينها مساحاتٌ واسعة أُقيمت فيها المزارع ورُعِيَت بها الحيوانات.
فمُنذ الفترة المتأخّرة من القرن الرابع عشر بدأ سكان إقليم الساحل بالتزايد بسُرعة، وأدَّى هذا إلى انطلاق حركةٍ تأسَّست بفعلها العديد من المدن الجديدة في كلّ أنحاء ساحل أفريقيا الشرقي، وتوسَّعت هذه المدن خلال فترة قصيرةٍ لتُصبح آهلةً بالكثير من السكان. وكانت هذه المُدن قائمةً - في الأساس - على الانتفاع من تجارة السَّاحل مع البُلدان الآسيوية الأخرى، مثل الهند وفارس وجزيرة العرب، فقد كانت تُشيَّد المدن الجديدة في مواقع جغرافيَّة موازية للطّرق التجارية البحرية، أو بأماكن تتَّصلُ مع مدن أفريقيا الداخلية بحيث تُصبح هذه المدن محطَّة لنقل البضائع التجارية إلى قلب القارة. ولهذا السَّبب بُنِيَت الكثير من مدن الساحل على خلجانٍ صغيرة جداً على شاطئ أفريقيا، وفي الغالب كانت القنوات المائية - التي تتَّصلُ مع هذه الخلجان من البحر - ضيّقة جداً، بحيث لا يُمكن للسفن دُخول ميناء المدينة إلا عند ارتفاع المد، وبالمقابل فقد جعل هذا الموانئ آمنةً وحميَّة بصُورة جيّدة.

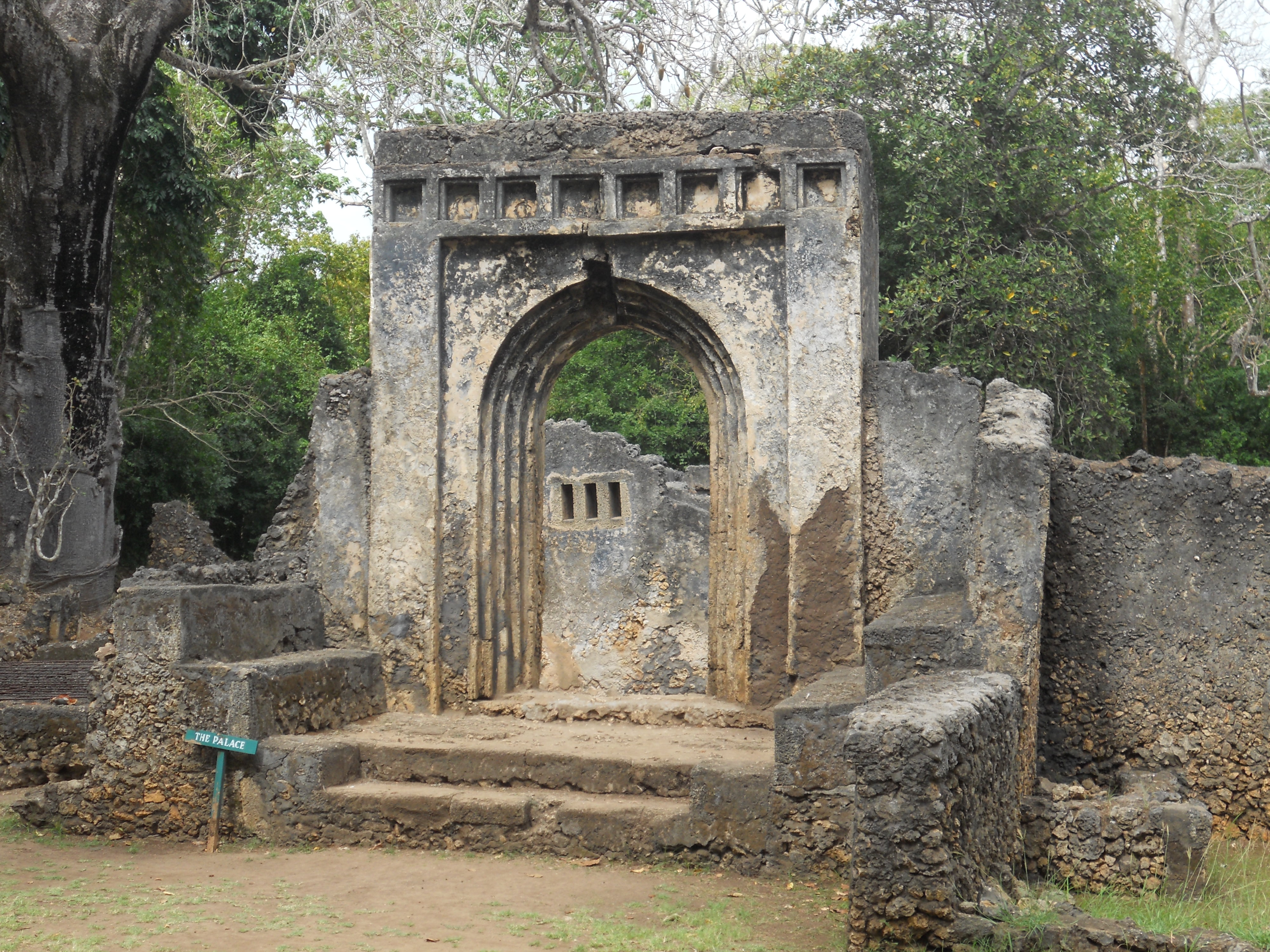
بوَّابة مسجد تاريخي في أطلال جيداي، كينيا.

وقد كانت أغلبُ المنازل في مدن السَّاحل مبنيَّة من الطوب والخشب والقشّ، حيثُ كانت هذه المواد التي استعانَ بها الفقراء في بناء منازلهم، وأما الطبقة الأغنى فكانت بيُوتها من الحجارة. وتُشير الكشوفات الأثرية إلى أن الغالبية العظمى من المساكن في هذه المدن كانت مُؤلَّفة من طابقٍ واحد، ولكن السجلات التي تركها البحَّارة البرتغاليون تزعمُ أن مدن السَّاحل الأفريقي كانت مليئة ببيُوتٍ من طابقين أو أكثر. وكان للمنزل السواحليّ سقفٌ مُستوٍ في الغالب، ومن الداخل كان يتألَّف من قاعة مركزيَّة يجتمعُ فيها الناس، وتُحِيط بها الغرفُ الخاصة بأهل البَيْت. وكانت القاعة المركزية تُبنَى في الجهة الشمالية من المنزل، وذلك لتدخلها أكبر كميَّة مُمكنة من ضوء الشمس في النهار، حيث أنَّ النوافذ الوحيدة للمنزل كانت بالعادة في هذه القاعة، وأما الغُرَف الجانبية (التي تُطلّ على الجهة الجنوبية) فلم تكُن فيها أيّ فتحاتٍ تسمحُ بدخول الضوء لها. وقد كان عرضُ الغرف في المنازل الحجريَّة الفارهة يقتربُ من ثلاثة أمتار، حيث كان يتحدَّدُ بطول جذوع أشجار المانغروف الي كانت تُستَعمل في تغطية السَّقف، وأما طُول الغرفة فكان أحياناً كبيراً جداً، وفصلت بين الغُرف أبوابٌ لها جوانب مُزخَرفة، ومن المُحتمل أنَّ بعض المنازل كانت فيها أبوابٌ من الخشب تُغلَق وتفتح بين الغرف. وأما الجُدرَان فكانت تُغطَّى بطبقةٍ من قصارة الحجر الجيري البيضاء (وهي نوعٌ من الدّهان). وقد تضمَّنت بعضُ البيوت مراحيض أو غرفاً للاستحمام، وتطلَّب بناءُ مثل هذه المُلحَقات حفر قنواتٍ عميقة تحت الأرض، حيث بلغ عُمق بعضها ما يصلُ إلى عشرة أمتار.
كانت مُعظم المدن السواحيلية، بدءاً من القرن الخامس عشر الميلادي، مُحاطةً بأسوار دفاعيَّة لحمايتها من المُعتدين أو اللصوص، وكانت هذه الأسوار مُنخفضةً نسبياً، حيث لم يتجاوز ارتفاعُها - في الغالب - مترين، وعادةً ما كانت حُدودها ذات شكلٍ عشوائي غير مُنتظِم. وبُنِيَت على زوايا الأسوار أبراجُ حراسةٍ مُربَّعة الشكل لزيادة قُوّتها الدفاعية، كما زُوِّدت ببوَّاباتٍ عِدّة، وقد وُجِدَت منازل قليلةٌ مُتناثرة خارج حدودها. ففي مدينة جيداي القديمة، إحدى أهمِّ الموانئ السواحليّة بتلكَ الحقبة، كان يُوجد سورٌ يبلغ طوله حوالي الكيلومتر والنصف يُحيط بالمدينة، ووُجدت به ثلاث بوَّاباتٍ للسَّماح للوَافدين بالدّخول. وتظهر الكُشوفات الآثارية أنَّ العديد من البيوت والمُستوطنات كانت قائمةً خارج أسوار المدن السواحيلية خلال العصور الوسطى، ولذا من المُحتَمل أن يكون السُكَّان الذين عاشوا خارج الأسوار قد نُبِذُوا عن مدنهم، فجميع المنازل التي عاشوا فيها كانت مبنيَّة من مواد هشَّة، مثل الطين والقشّ والخشب، رُغْم أن الكثير من المنازل الواقعة داخل سُور المدينة كانت تُبنَى من الحجارة ويعتقد الباحُثون أن المنازل الحجرية كانت دليلاً على الطبقة الاجتماعية التي ينتمي إليها صاحبُ البيت، حيث أن التجار الأغنياء فقط عاشوا فيها. ولذا من المُحتمل أن أسوار المدينة كانت لها وظيفةٌ ثقافية، هي الفصلُ بين طبقات المجتمع والتَّخفيفُ من الاحتكاك بينها.

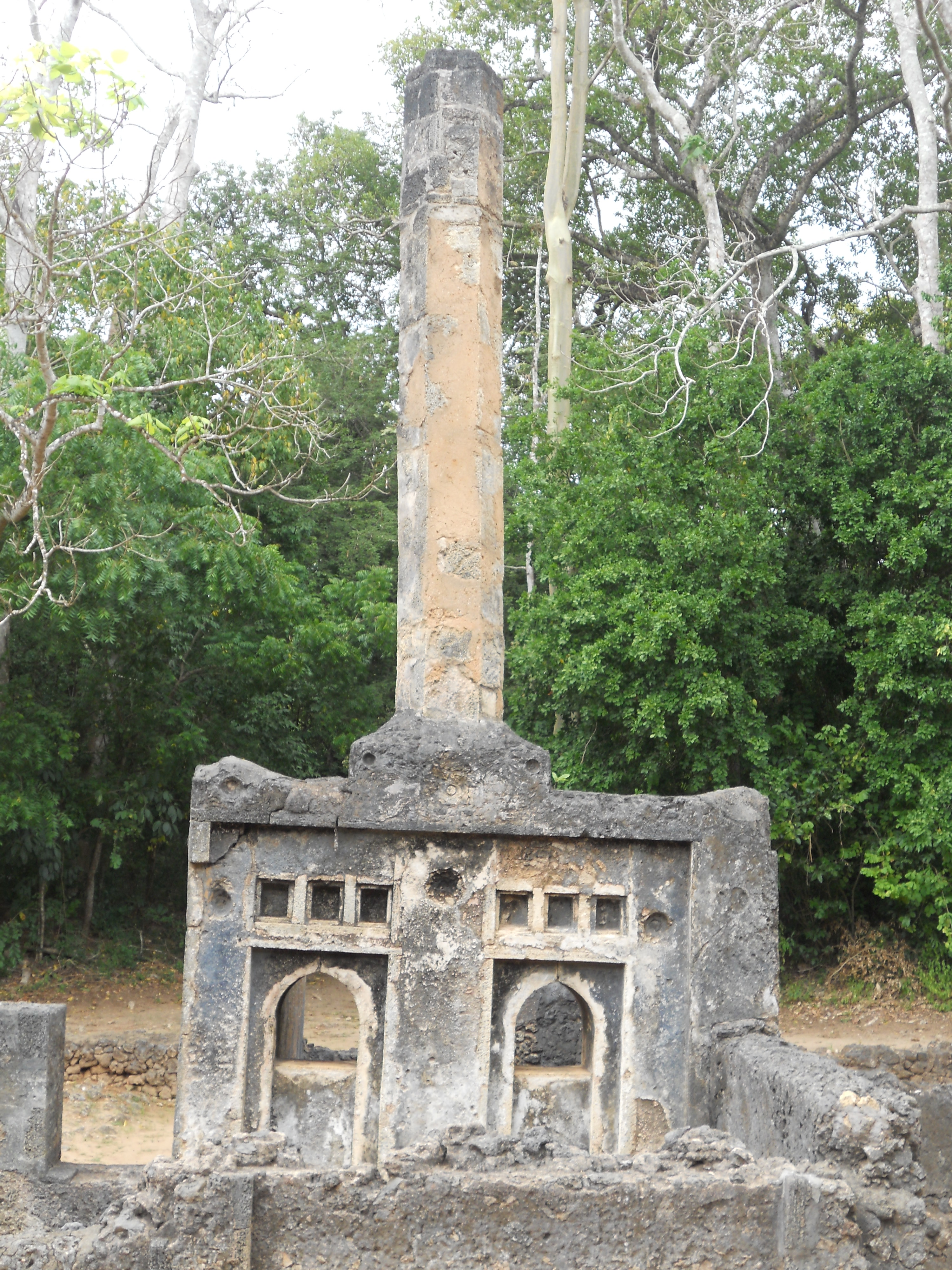
مثالٌ نموذجيّ على القُبور السواحليّة، حيث نُحِتَت أحجار المرجان وبني فوقها عمودٌ حجري لإعطاء القبر طابعاً مُميَّزاً. ويقعُ هذا القبر في أطلال مدينة جيداي، بدولة كينيا حالياً.

كان المركز الأساسيّ للمدن السواحليَّة (مثل العديد من المُدن الإسلامية الأخرى في أفريقيا وآسيا) هو المسجد الذي تُقَام فيه الصلاة خمس مرَّات باليوم. ويُعتَبر المسجد البناء الأكثر أهميَّة في غالبية مُدن الساحل خلال العصور الوسطى، فقد وُجِدَت المساجد حتى في أصغر المدن مساحةً وأقلّها سُكاناً، وكان يُخصَّص لتشييدها دائماً جُهدٌ كبير وموارد مُهمّة، ففي العديد من البلدات كان المسجد هو المبنى الوحيد المُشيَّد من الحجارة (عوضاً عن الطوب والقشّ). وأما في المُدن الكبرى فقد بُنِيَت جوامع ضخمةٌ جداً. ومن السّمات المُميّزة للمساجد السواحليَّة عن غيرها أنها لم تكُن فيها مآذن، حيث لا تُوجد - في الإقليم بأكمله - سوى بضعُ مساجد تاريخيَّة بجنوب الصومال لها مئذنة. وللتّعويض عن ذلك، كان الأئمة يؤذّنون في أوقات الصلوات من على سقف المسجد، حيث يصعدُون إليه بأدراجٍ خاصّة. كما لم يكُن - عادةً - في مساجد السَّاحل فناء مفتوحٌ بوسطها، بل كان الجامع بأكمله مُغطّى بسقفٍ واسع، واتَّخذ من داخله شكلاً مُستطيلاً قسَّمتهُ أعمدة مُتراصَّة ومتقاربة إلى صفوفٍ يقفُ فيها المصلّون. وقد اهتمَّ السواحليُّون بتزيين محراب المسجد (حيث يقفُ الإمام) بصورة خاصَّة، حيث صنعوا حوله أقواساً زيَّنوها بالمرجان وغطّوها بالحجر الجيريّ الأملس، وكانت هذه العادة الفريدة خاصَّةً بشرق أفريقيا، حيث لم يُبنَى المحراب بهذا الأسلوب في أي مكان آخر.
وكانت إحدى السّمات المُهمّة الأخرى المُميِّزة للمدن السواحلية أنَّ فيها كثرةً من المقابر تحظى باهتمامٍ خاصّ. فقد كان من المُعتَاد بناء المقبرة بالقُرب من مسجد المدينة أو البلدة، وكانت تُشيّد القبور والأضرحة في الكثير من الأحيان بأي جزءٍ من المدينة. وقد صُمِّمَت هذه القبور بأساليب معماريَّة مُختلفة، فمنها ما كان مُغطّى بقبّة أو قنطرة (قوس)، ومنها ما أضيفت إليه أقواسٌ وزخارف محفورةٌ في المرجان، وكانت تبنى فوقها - أحياناً - أعمدةٌ مُزيَّنة أيضاً. ومن المُحتَمل أن السَّبب في أن الأضرحة صُمِّمَت بطريقة مُميَّزة أنها تعود لأشخاصٍ كانوا ذوي شأنٍ في المجتمع السواحليّ، ولا زالت بعضُها تُقدَّس اليوم ويتبرَّكُ بها الناس لأنها تعود إلى شخصيَّات دينية أو تاريخية مُهمّة.
ومُنذ القرن الرابع عشر أصبحت القُصور العظيمة والفارهة صفة لمُعظم مدن السَّاحل الأفريقي. ومثَّلت هذه القُصور كيفية تطوّر الرخاء الاقتصادي وتنامي ثراء الطبقة الغنية في هذه المدن، بحيثُ أصبحت قادرةً على تشييد مبانٍ عظيمة من الحجارة. ومن أكبر هذه القصور قصرُ حُسُني كوبْوَا في مدينة كيلوا، الذي كان مُزوَّداً بمسابح للاستحمام وفناءٍ عُرِضَت فيه البضائع التجارية. وكانت للقصور السواحليَّة بوَّاباتٌ ضخمة تجتمعُ عندها الوفود القادمة لمقابلة السلطان، وكانت البوابة تقودُ إلى قاعة جانبيَّة ينتظرُ فيها الزوار فُرصة الدخول إلى السلطان أو يجتمعونَ فيها للتداوُل بعد انتهائهم من مُقابلته، ووُجِدَت قاعة كبيرةٌ قريبة منها استُخِدمَت لعقد اللقاءات مع السلطان واستضافة الاحتفالات الملكيَّة. وأُقيمت في الأجزاء الداخلية من القصر غرفٌ خاصة صغيرة عديدة جداً، وكان يلتجأ السلطان إلى هذه الغُرَف عندما يضطجرُ من مُقابلة الزوَّار، وعندها يتولى أميرٌ أو وزيرٌ أو قاضٍ مُتابَعة مهامه والحديث مع الوفود بالنّيابة عنهُ حتى عودته، ولم يكونوا يزعجونه إلا في حال وُحود مسألةٍ طارئة.

## اقتصاد المُدُن السواحليَّة

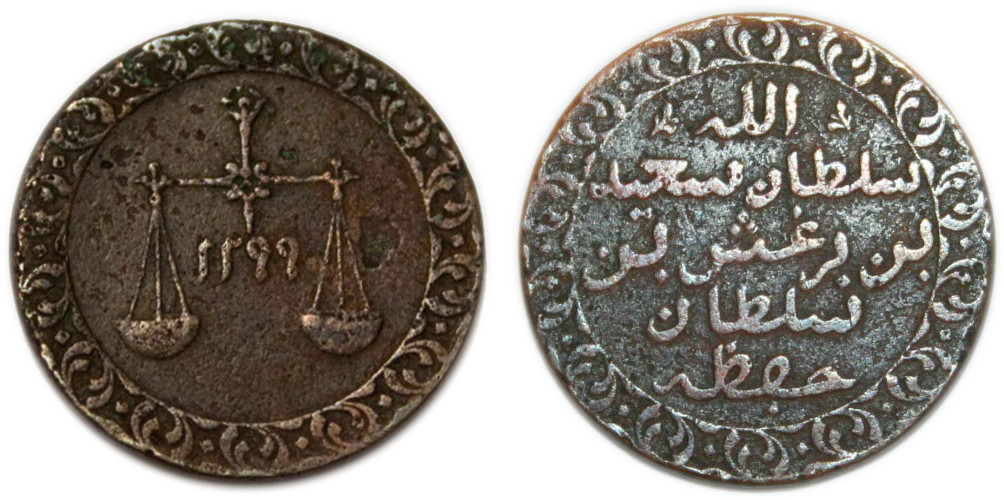
نقودٌ عُمَانية من زنجبار، تعود إلى سنة 1882، منقوشٌ عليها باللغة العربية.

تكوَّنَ الاقتصادُ السواحليُّ من شبكةٍ مُعقَّدة من الطرقات التجاريَّة، التي امتدَّت من موانئ شرق أفريقيا إلى مُدُن الجزيرة العربية وفارس والهند والصين وجنوب شرقيّ آسيا. كانت تُوجد حركةٌ مُنتظمة عبر المحيط الهندي بين جميعِ هذه الأنحاء، فقد أبحرت السُّفُن جيئةً وذهاباً من المُدُن السواحليّة إلى عدن وسيراف وصحَّار وهرمز (الجزيرة العربيّة) وكجرات (الهند) ومَلَقَا (إندونيسيا)، وهي موانئ تحوَّلَت إلى مراكز دائمةً لهذه الحركة التجاريَّة العالمية. دخلت المُدُن السواحليَّة في علاقةٍ غير مُتكافئة مع الدّول الإسلامية، فرُغْم أنَّ النشاط التجاريَّ كان مُزدهراً بين السواحليِّين من جهةٍ والعرب والفرس والهنود من جهة أخرى، إلا أنَّ النتيجة التدريجيَّة لهذا النَّشاط كانت انخفاض نفوذ السُكَّان الأصليِّين لإقليم السَّاحل في مُدُنهم، وذلك بسبب ارتفاع منزلة التجَّار العرب وتنامي ثرواتهم بدرجةٍ أكبر بكثير من السُكَّان الأفارقة، وأعطى ذلك للعرب - بمُرور الوقت - نُفُوذاً اقتصادياً وسياسياً عميقاً في الإقليم. ففي الأساس، كان القوم السواحليُّون يستخرجُون مواداً خامّ، من قبيل النحاس والذهب والعاجّ، ويبيعُونها للتجَّار العرب، وفي المُقابل، كان العربُ يُقدِّمون إليهم مصنوعاتٍ وأدواتٍ مُفيدة، مثل الملابس والمنسوجات، بأسعارٍ باهظة. ويُمكن تشبيه هذه العلاقة في العصر الحاضِر بالعلاقة بين دولةٍ صناعيَّة مُتقدّمة ودولة من العالم الثالث لها موارد خامٌ نفيسة، فالرَّابحُ في التجارة بينهما يكون الدولة الصناعيَّة. وقد كانت مُعظَم البضائع التي جلبها التجار الأجانبُ إلى شرق أفريقيا (من العرب وغيرهم من الشَّعوب) محضَ كماليَّات وأدواتٍ للرفاهيَّة، ومن أبرز أمثلتها الأواني الخزفيَّة المُستوردة من الصّين، والخَزَف الإسلاميُّ من بلاد العرب، والأوعية الزُجاجيَّة الملابس الحريريّة والقُطنيّة من فارس والهند. وكانت تُعتَبر كلُّ هذه منتوجاتٍ ثمينة تدافَعَ سُكَّان المُدُن السواحليَّة لشرائها واقتنائها بأثمانٍ كبيرة لرفع منزلتهم الاجتماعية والطبقية. وبالرُّغم من ذلك، كانت المُدُن السواحليّة بالكُليّة، من حيثُ الاقتصاد والعمارة والحضارة، في حالة ازدهارٍ عظيمة مُنذ الفترة المٌتأخّرة من العصور الوسطى وحتى نهاية الحُكم العُمَانيّ عليها. فعندما وصلَت الأساطيل البُرتغالية الأولى إلى جزيرة كيلوا في عام 1505م، أُصيبَ البحَّارة البرتغاليون باندهاشٍ كبير من تقدُّمِ الحضارة وكمِّ الجمال والرَّخاء الذي كان يَعمُّ فيها وفي باقي مُدُن الساحل الشرقي لأفريقيا، فقد كانتْ مُعظَم هذه المُدُن موانئ ضخمة ومراكز تجاريَّة أساسيَّة مُنذ ذلك الزَّمَنْ، وتنامتْ أعدادُ سُكَّانها بدرجةٍ كبيرة، وسادتْ فيها صبغةٌ ثقافيّة إسلامية.

## الثقافَةُ السواحليَّة

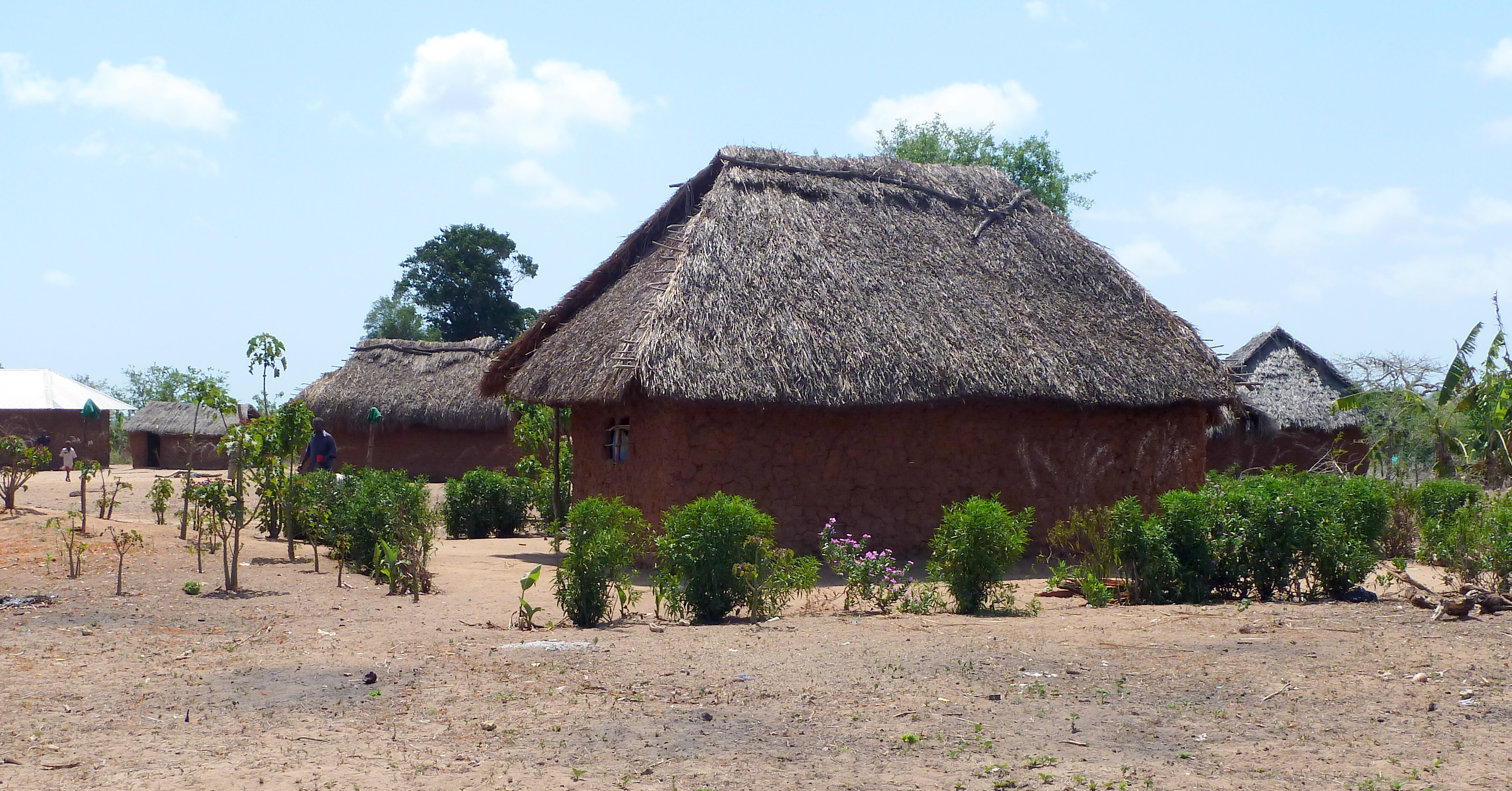
منازل السواحليِّين المُعاصِرين في مدينة ماليندي.

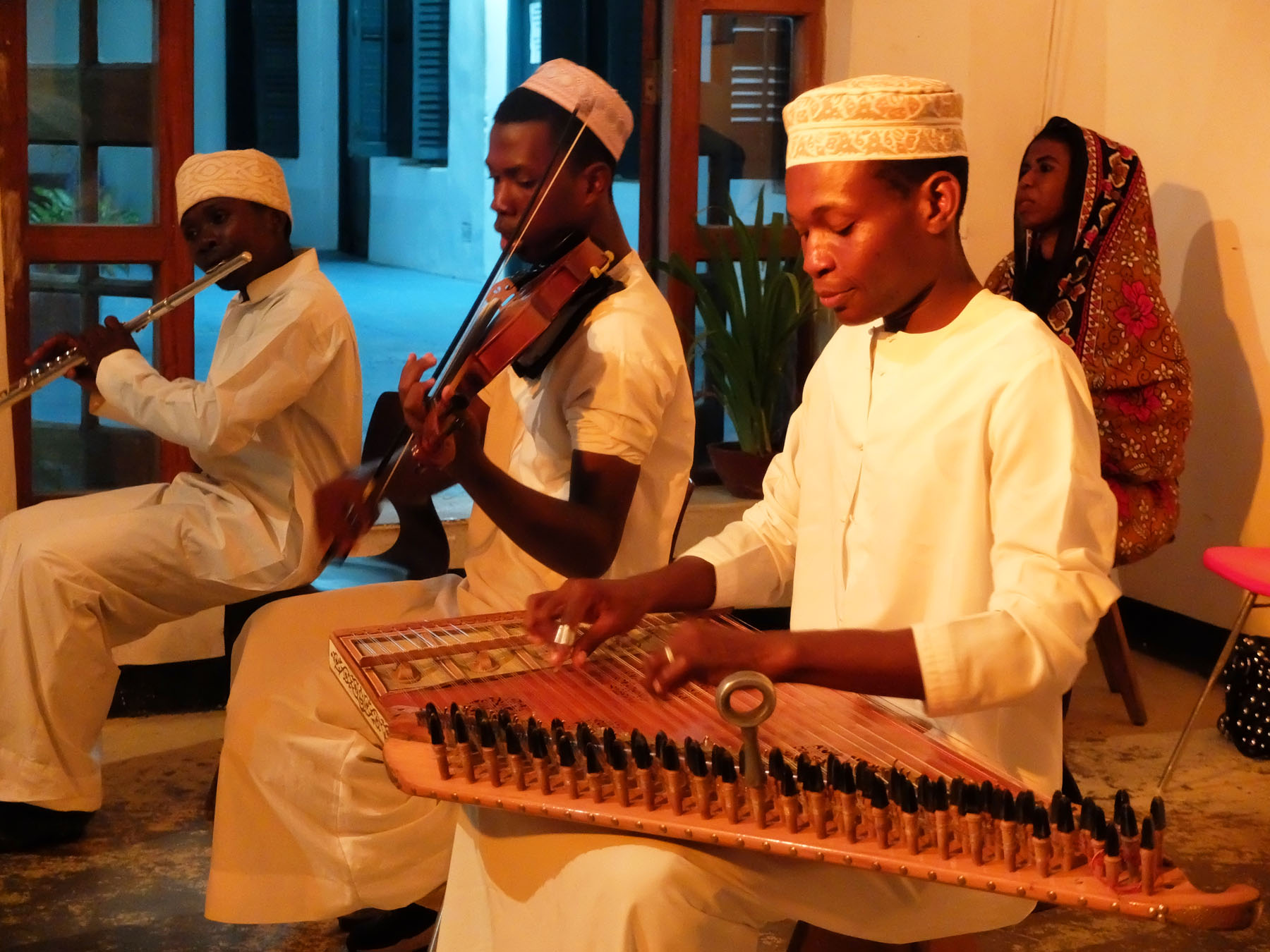
عازفون في الأكاديمية الموسيقية بزنجبار.

تُعتَبر الثقافة السواحليَّة خليطاً مُتجانساً ما بين ثقافة قوم البانتو الأفارقة (وهُم السكان الأصليّون للسَّواحل)، والثقافتين العربيَّة والفارسيَّة، اللتين جاء بهما المُهاجرون والتجَّار المسلمون من شواطئ الخليج العربي. وقد وصلَ تأثير الثقافة العربية والفارسية الإسلاميَّة على سُكَّان الإقليم السواحليِّ إلى درجة أنَّ العديد منهُم تخلّوا عن كلِّ تقاليد وعادات الحياة لدى الأفارقة البانتو، وأصبح أسلوبهم في الحياة مُماثلاً تماماً للمُسلمين بحيث أنَّه من الصَّعب تقصِّي أي جذورٍ أفريقية في ثقافتهم. يعيشُ في الوقت الحالي ما يربُو على نصف مليون إنسانٍ من العِرْق السواحليّ في شرقي أفريقيا، حيث يتحدَّثُ هؤلاء الأشخاص اللغة السواحليَّة كلُغةٍ أم، ويتواجدُ أغلبهم في مدن دار السلام وتنجا وجزيرة زنجبار (تنزانيا) ومدينتي مومباسا وماليندي وجزيرة لامو (كينيا). وأما باقي سُكّان دولتي كينيا وتنزانيا، وتعدادُهم عشرات الملايين، فهُم يتعلَّمون اللغة السواحليَّة كلُغةٍ ثانية لأهميَّتها في التعليم ببلادهم. ولا تزالُ الثقافة الشعبيَّة السائدةُ بين السواحليِّين تصطبغُ بطابعٍ إسلامي، حيث من المُعتَاد أن يروي الشيوخ وكبارُ السنّ للشباب حكاياتٍ مُقتبسة من السيرة النبوية وتاريخ الإسلام، ومن الدَّارِجِ بين السواحليِّين الترحيبُ بعبارة السلام عليكُم العربيَّة، أو بكلمة جامبو السواحليَّة. كما أنَّ الكثير من الشباب السواحليِّين يتعلُّمون اللغة العربية ليستطيعوا قراءة القرآن. وترتدي النّساء السواحليَّات عباءات إسلامية سوداء، بينما يرتدي الرّجال أثواباً بيضاء أو قُمصاناً وسراويل عاديَّة. وتُعتبر الموسيقى العربية (الطرب) رائجةً جداً في الأعراس والأفراح السواحليَّة ويُمكن سماعُها بسهولة في الاحتفالات، حيث ترقصُ عليها النساء ولكن في حال عدم وُجود الرجال فحسب. ويتميَّز المطبخُ السواحليّ بكثرة البهارات في أصناف الطَّعام به، فكثيراً ما يطهوا السواحليُّون الأرز بحليب جوز الهند ويُقدِّمونه مع الخضراوات كطبقٍ شعبيّ، كما أنَّ لحم السمك من أهمّ الأطعمة السواحليَّة.

### الأدب السواحليّ

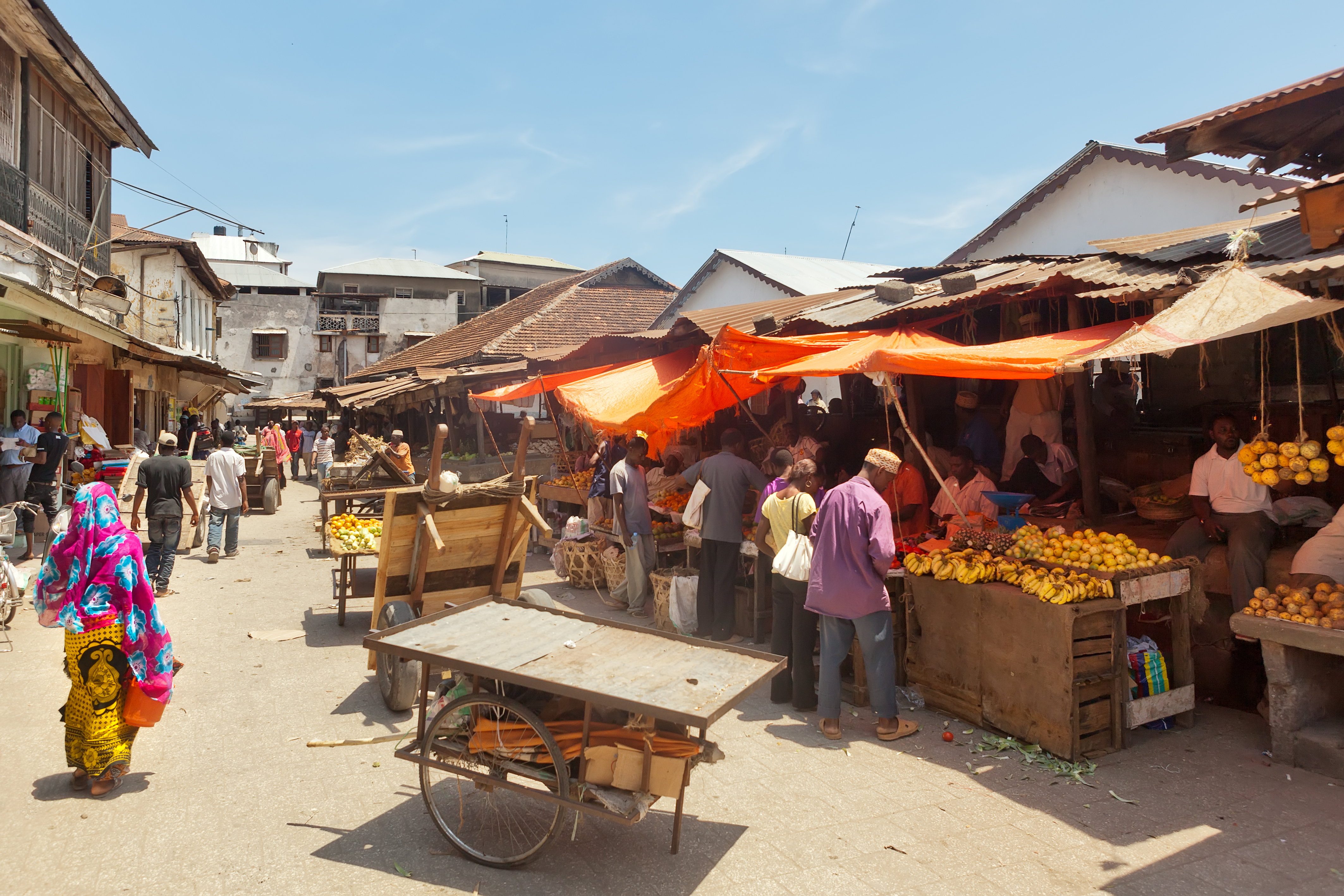
أسواق زنجبار الحديثة.

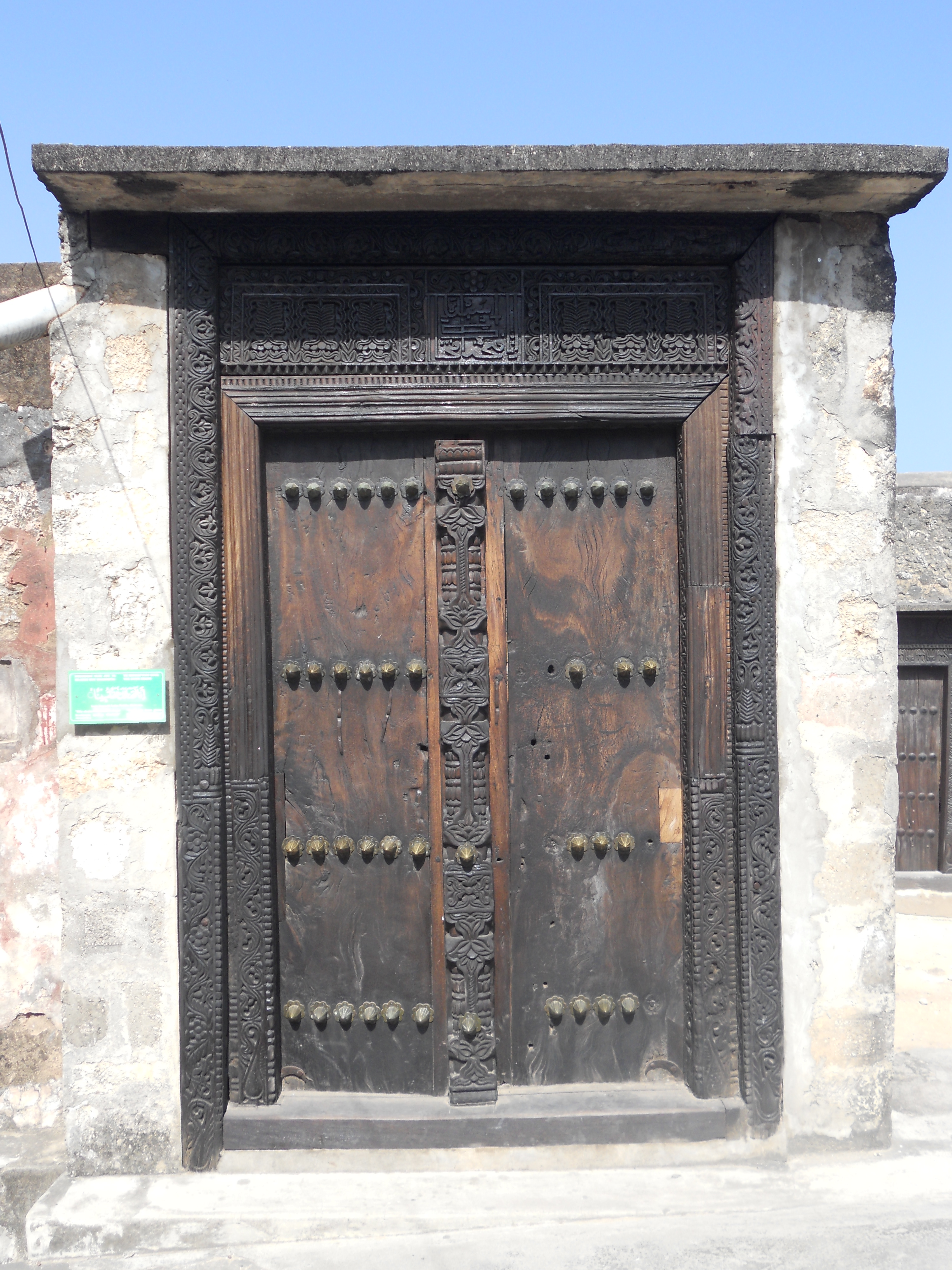
كتاباتٌ باللغة السواحليَّة بأبجديَّة عربية، نحتت على إطار هذا الباب الخشبي العتيق في مدينة مومباسا، ثاني أكبر مُدُن كينيا.

بدأ بعض المُؤلِّفين بوضع القطع الأدبية باللغة السواحليَّة مع ازدهار التجارة والثقافة في المُدُن التي تحدَّثت بهذه اللغة، وقد فُقِدَت العديد من تلك المؤلَّفات والكتابات، إلا أنَّ بعضها بقيت أيضاً، وفي الوقت الحالي، يعودُ تاريخ أقدم المخطوطات المعروفة بالسواحليَّة إلى مطلع القرن الثامن عشر. كُتِبَت هذه المخطوطات بالأبجديَّة العربيَّة، وصيغت بثلاث لهجاتٍ أساسيَّة من اللغة السواحلية، هي الكيونجوغا (بالإنجليزية: kiUnjuga)‏ والكيمفيتا (بالإنجليزية: kiMvita)‏ والكيامو (بالإنجليزية: kiAmu)‏. في ثلاثينيات القرنِ العشرين، عمل باحثون أوروبيُّون في علم اللغويات (بإشرافٍ من حُكومة الإمبراطورية البريطانية) على صياغة إصدارة مُوحَّدة من اللغة السواحلية لتُستعمل بتدريس الأطفال وكتابة المنشورات الرسميَّة في مُختلف أنحاء شرق أفريقيا، وقد تعاونَ هؤلاء في عملهم مع اختصاصيِّين أكاديميِّين أفارقة يتحدَّثون السواحلية كلُغةٍ أم، واتَّفقَ هؤلاء الباحثون على أن تكون لهجة الكينجوغا، وهي اللهجة الأساسية التي كان يتحدَّثُ بها سكَّان مدينة زنجبار (وهي العاصمة السَّابقة لسلطنة زنجبار العُمَانيَّة) في ذلك الحين.
يتضمَّن التراث الأدبي السواحليُّ العديدَ من المُؤلَّفات، وقد كان مٌقتصراً في بداية عهده على القصص الشعبيَّة البسيطة، التي نقلها الكُتَّاب الأفارقة عن ألسنة السكان الأصليِّين كما كانوا يروُونها لأولادهم وأحفادهم، وكانت بعضُ تلك المُؤلَّفات حكاياتٍ تقليديَّة عربيَّة انتقلتْ إلى أفريقيا، ومنها كذلك بعضُ التَّرجمات لكتابات أشخاصٍ أوروبيِّين. ويعودُ جزءٌ كبيرٌ من الفضل في إرساء أُسُس الأدب السواحليِّ الحديث إلى الشاعر التنزاني شعبان بن روبرت (1909-1962)، إذ حازت أعمالُه على شهرةٍ كبيرة في شرق أفريقيا خلال الأربعينيات والخمسينيات والستينيات، كما برزَ عددٌ من المُؤلِّفين في زنجبار في تلك الفترة نفسها، بفضلِ ما وضعوه من كتاباتٍ قيّمة باللغة السواحلية، ومن أبرزهم محمد سعيد صالح ومحمد صالح فارسي اللَّذَيْن كانا كاتبين روائيَّيْن. لا زالت الكتاباتُ الأدبيَّة السواحليَّة آخذةً بالتطوُّر ببُطء، وهي تتألَّف في مُعظمها - بالوقت الحاليّ - من روايات خياليَّة وقصصٍ شعبيَّة أفريقيَّة، كما أنَّ ثمة حركاتٍ مُتزايدة لترجمة المُؤلَفات الأدبية الأفريقية والأوروبية إلى هذه اللغة.

## كتب
- العجيلي، غانم محمد رميض (2013). عُمَان والسياسة البريطانية في شرق إفريقيا 1806-1862م. الدار العربية للموسوعات - بيروت، لبنان. ISBN:978-614-424-045-8.

- AlSayyad، Nezar (2001). Hybrid Urbanism: On the Identity Discourse and the Built Environment. Greenwood Publishing Group. ISBN:0-275-96612-7. مؤرشف من الأصل في 2018-08-30.
- De Vere Allen، James (1993). Swahili Origins: Swahili Culture & the Shungwaya Phenomenon. James Currey Publishers. ISBN:978-0-85255-075-5. مؤرشف من الأصل في 2018-08-30.
- Fyle، C. Magbaily (1999). Introduction to the History of African Civilization: Precolonial Africa. University Press of America. ISBN:0-7618-1456-6. مؤرشف من الأصل في 2020-01-24.
- Mugane، John M. (2015). The Story of Swahili. Ohio University Press. ISBN:978-0-89680-489-0. مؤرشف من الأصل في 2018-08-30.

## وصلات خارجية
- تاريخ الإسلام في شرق أفريقيا. محاضرة مصورة.
- اللغة السواحيليّة في شرق أفريقيا بين الماضي والحاضر.
- اللغة السواحيلية وعلاقتها بالعربية.